# Historia de Porto Alegre

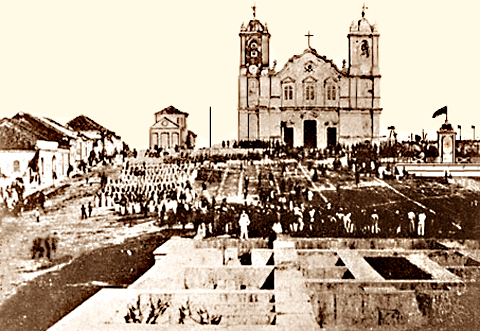
Recepción al emperador Dom Pedro II en la Praça da Matriz, 1865

La historia de Porto Alegre, ciudad capital de Río Grande del Sur, Brasil, comienza oficialmente el 26 de marzo de 1772,  cuando el primitivo asentamiento fue elevado a la categoría de parroquia. Pero, en realidad, sus orígenes son más antiguos habiendo nacido como resultado de la colonización de la zona por terratenientes portugueses desde el siglo XVII. Sin embargo, la región está habitada por el hombre desde hace 11.000 años. A lo largo del siglo XIX comenzó a crecer, contando los portugueses con la ayuda de muchos inmigrantes europeos de diversos orígenes, además de esclavos africanos y algunos hispanos de la región del Río de la Plata. Entrando en el siglo XX, la expansión de la ciudad se aceleró, consolidando su primacía entre todas las ciudades de Río Grande del Sur y proyectándola al escenario nacional. Entonces se definieron sus rasgos más característicos que sólo habían sido esbozados en el siglo anterior. Muchos de ellos aún hoy son visibles, especialmente en su centro histórico. A lo largo del siglo XX, la ciudad se esforzó por ampliar orgánicamente su tejido urbano y dotarlo de los servicios necesarios, logrando importantes éxitos pero también afrontando diversas dificultades, al tiempo que desarrollaba una cultura propia, que en ocasiones llegó a influir en todo Brasil en diversos campos, desde la política hasta las artes plásticas. Hoy Porto Alegre es una de las mayores capitales de Brasil y una de las ciudades más ricas y con mejor calidad de vida, e incluso ha recibido varias distinciones internacionales. Es sede de muchos eventos importantes y a menudo ha sido considerada como modelo de administración para otras grandes ciudades.

## Colonización temprana

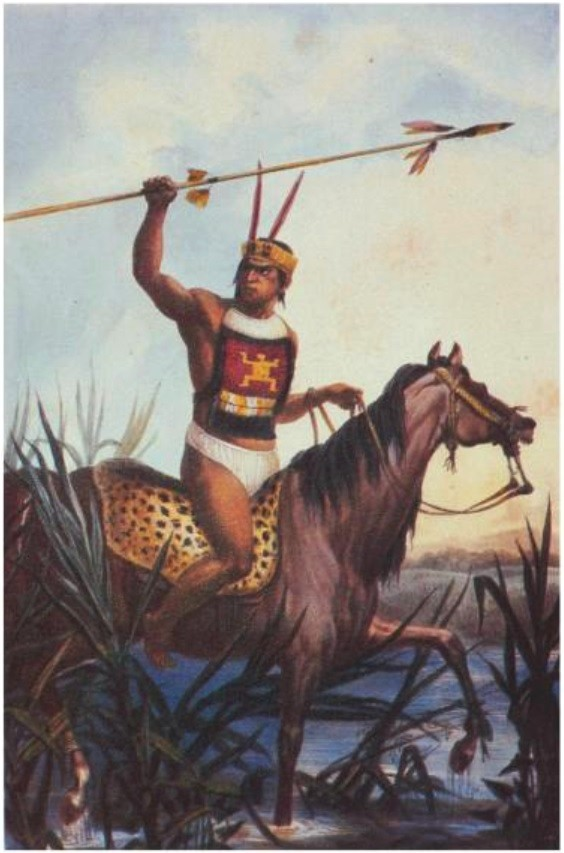
Indio charrúa pintado por Debret en el.

En la época del Descubrimiento, la región donde se levanta Porto Alegre estaba habitada por los grupos indígenas Guaraní, Charrúa, Minuán y Tapes. Con la firma del tratado de Tordesillas en 1494 y la posterior colonización de Brasil en 1500, cuyo territorio quedó dividido por la línea demarcada por el Tratado, la región bajo dominio portugués terminaba a la altura de la localidad de Laguna, en Santa Catarina, por lo que el territorio de lo que hoy es Río Grande del Sur se encontraba dentro del territorio reservado al dominio español..
Sin embargo, con la Unión Ibérica, entre 1580 y 1640, estos límites perdieron importancia. Con poco interés de la metrópoli por estas tierras, varios exploradores portugueses comenzaron a establecerse espontáneamente cerca de la costa y, cuando Portugal restableció su independencia del Reino de España en 1640, ya había muchos asentamientos en la región, especialmente al norte de la Laguna de los Patos y cerca de la desembocadura del río Yacuí. En 1680, los portugueses fundaron Colonia del Sacramento, hoy la ciudad uruguaya de Colonia, y el litoral riograndense comenzó a ser recorrido intensamente como ruta de abastecimiento de la colonia y como forma de asegurar la posesión del territorio.
En 1732, Manoel Gonçalves Ribeiro, natural de Laguna, recibió una sesmaría en la zona conocida como Campos de Viamão, donde comenzó la formación de un asentamiento, Capela Grande do Viamão, que se convertiría en la segunda capital del estado. Otros colonos que recibieron tierras en la región fueron Sebastião Francisco Chaves, Dionisyo Rodrigues Mendes y, sobre todo, Jerônimo de Ornelas, a quien se le concedió la sesmaria más importante, la de Sant'Anna, ubicada en el actual Morro Santana, en una parcela que ocupaba desde 1732, instalado allí su residencia y una ganadería. Junto a la antigua desembocadura del arroyo Dilúvio ya existía un fondeadero, el Puerto de Viamão, que también pasó a ser conocido como "Puerto de Dornelles", corrupción de "de Ornellas".
En 1742, el rey de Portugal, a petición del brigadier José da Silva Paes, publicó un edicto autorizando la emigración de azorianos al sur de Brasil, quienes inicialmente debían establecerse en la región de Santa Catarina. El 7 de diciembre de 1744, Jerônimo de Ornelas recibió la confirmación de la posesión de las tierras que ya había ocupado por Cédula Real e intensificó su actividad ganadera. Con su cuartel general instalado en el Morro Sant'Anna, el resto de su propiedad era sólo campo deshabitado, con excepción de algunas familias asentadas junto al lago formado por el río Guaíba, en la punta de la península, donde hoy se encuentra el centro histórico de Porto Alegre. Allí construyeron una pequeña capilla consagrada a São Francisco das Chagas, que fue elevada a curato en 1747.
En 1750, tras la firma del Tratado de Madrid, el gobernador de Santa Catarina, Manoel Escudeiro de Souza, recibió la orden de enviar hacia el puerto de Viamão un lote de parejas que estaban a punto de llegar de las Azores. En 1751, fueron seleccionadas 60 familias, totalizando cerca de 300 personas, que llegaron en enero de 1752 y fueron enviadas a tierras ya demarcadas en el Morro Sant'Anna. Sin embargo, el lugar carecía de fuentes de agua y fue abandonado, instalándose la población cerca del puerto que, por esta razón, pasó a llamarse Porto dos Casais (en español: "Puerto de las parejas"). En 1752, llegó una nueva oleada de azorianos, que se unieron a los cerca de 60 milicianos del destacamento del coronel Cristóvão Pereira de Abreu que habían sido enviados aquí para proporcionar protección y asistencia a los habitantes. Junto con las tropas llegó el primer religioso, un capellán militar carmelita, fray Faustino Antônio de Santo Alberto. Todavía en 1752, Jerônimo de Ornelas, sintiéndose agraviado por la ocupación de la punta de la península por los azorianos, vendió sus tierras a Ignácio Francisco, aunque la Carta de Confirmación de su sesmaria incluía la obligación de dejar media legua del lago hacia el interior como zona de uso público. La zona fue entonces expropiada y puesta legalmente a disposición de los colonos, pero el reparto y entrega efectiva de las parcelas rurales individuales no se produjo hasta 1772. El primer espacio público construido fue el cementerio, a orillas del Guaíba y cerca de la Praça da Harmonia, que luego fue transferida al Morro da Praia, actual Praça da Matriz.

## Creación de la parroquia

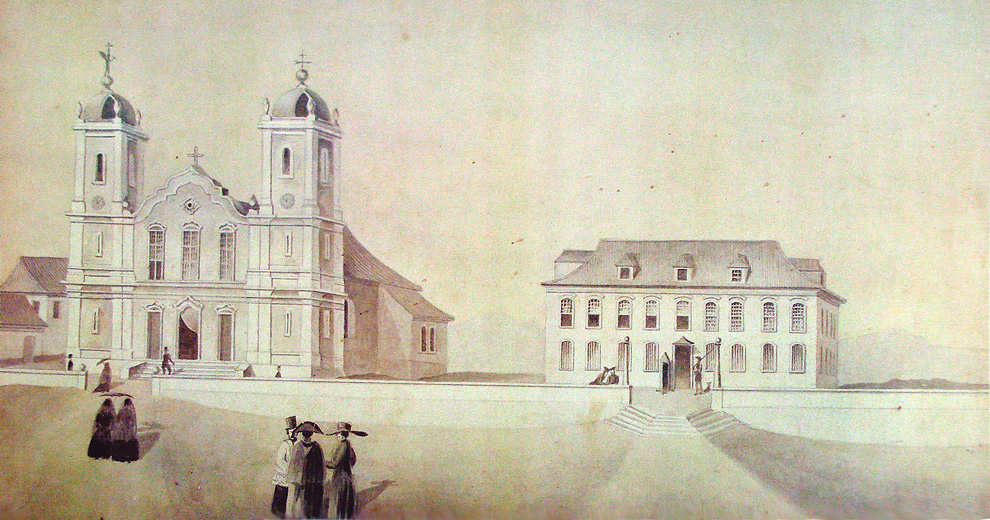
La antigua iglesia Matriz y el Palacio del Gobernador, los dos primeros edificios importantes de la ciudad, construidos a partir de la década de 1770. Acuarela de Herrmann Wendroth, c. 1851

En 1763, con la caída en manos españolas de la ciudad de Río Grande que en ese entonces era la capital de la capitanía, el gobierno se trasladó a Viamão y gran parte de la población de Río Grande se refugió en Porto dos Casais, ampliando el área habitada. Este primer asentamiento fue elevado a parroquia el 26 de marzo de 1772, fecha oficial de fundación de la actual capital de Río Grande del Sur, con el nombre de "Freguesia de São Francisco do Porto dos Casais", porque la primera capilla de la ciudad estaba dedicada a São Francisco das Chagas. En 1772, los colonos recibieron los títulos de propiedad de sus parcelas y un cuadrilátero de cerca de 141 ha fue destinado a la formación del centro urbano, ocupando toda la superficie de la península. Su trazado inicial fue realizado por el cartógrafo Capitán Alexandre José Montanha, en la región expropiada a la sesmaría Sant'Anna pero nunca se han encontrado los originales de este trazado. Acompañando el crecimiento de la población y en reconocimiento de la importancia estratégica del puerto, el gobernador Marcelino de Figueiredo volvió a trasladar la capital en 1773, de Viamão a Porto Alegre pero, habiendo cambiado de santo patrón, su nombre pasó a ser "Parroquia de Nuestra Señora Madre de Dios de Porto Alegre".  Según Sebastião da Câmara, el cambio de capital fue ordenado por el entonces virrey de Brasil, Marquês do Lavradio.

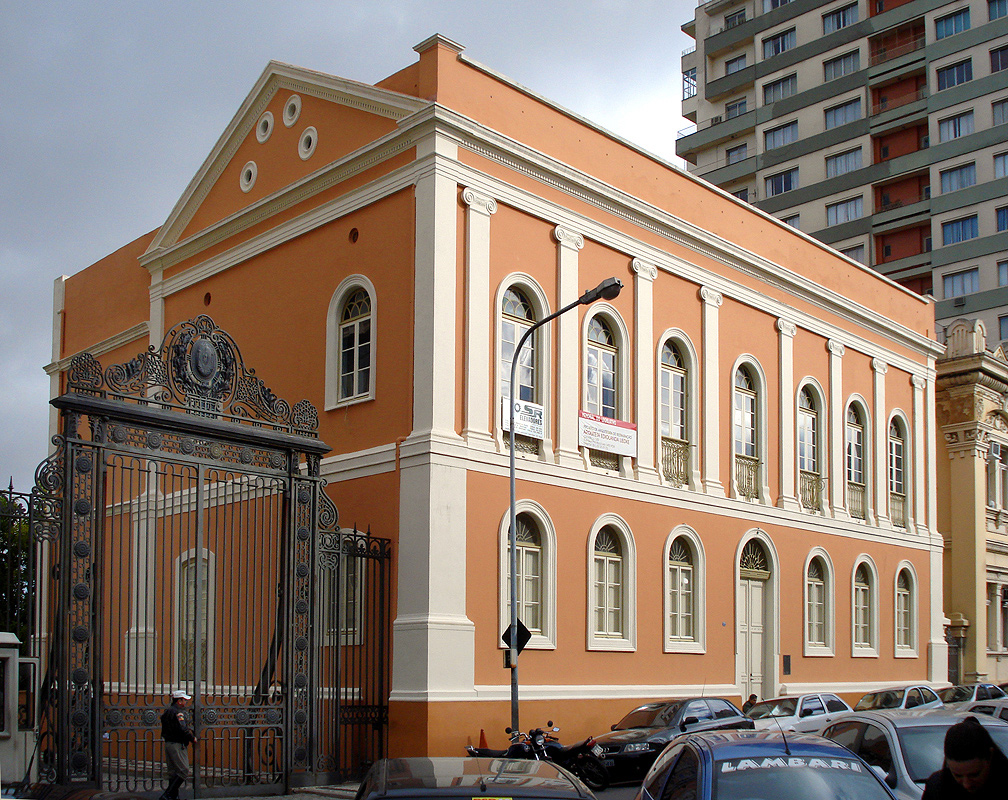
Casa da Junta, de 1790, antigua sede de la Junta de Administración y Recaudación de Hacienda, que dio nombre al edificio, y posteriormente de la Asamblea Legislativa.

Comenzó la reorganización de la ciudad como capital de la provincia. En 1774 se construyeron el Arsenal de Guerra, la primera Iglesia Matriz y el Palácio do Governador. Cuatro años más tarde se levantaron fortificaciones en el perímetro opuesto al lago. En las dos décadas siguientes ya funcionaban varias alfarerías lo que indicaba una creciente demanda de materiales de construcción como tejas, pavimentos y ladrillos. Los astilleros ya construían barcos por encargo para Río de Janeiro, se estructuraba el comercio en general y los concejales se preocupaban por el embellecimiento y la limpieza de las calles y barrios. Algunas de las plazas más antiguas de Porto Alegre también comenzaban a tomar forma, como la Praça XV, la Praça da Matriz y la Praça da Alfândega, que aún existen. En el plano cultural, en 1794 se instaló el primer teatro de ópera, aunque se trataba de un rudimentario cobertizo de madera en Beco dos Ferreiros. Los colonos se dedicaban a la agricultura y a la ganadería diversa para alimentar a sus ciudadanos, destacando la producción de trigo y harina. La importancia de esta actividad se revela en el hecho de que uno de los más importantes molineros de la época, Francisco Antônio da Silveira, el Chico da Azenha, acabó prestando su apodo a todo el barrio, Azenha. Otros molinos han marcado la memoria de los habitantes de Porto Alegre y actualmente existe un barrio llamado Moinhos de Vento. Los saladeros también se instalaron en las afueras de la ciudad atraídos por el crecimiento urbano. Con la proliferación de estas pequeñas industrias a su alrededor, se fueron añadiendo casas que darían origen a algunos de los barrios más alejados del centro como Cristal y Tristeza. A finales del siglo XVIII, Porto Alegre contaba con casi 4.000 habitantes.

## SigloXIX
La carta de 27 de agosto de 1808 y la Real Resolución de 7 de octubre de 1809 elevaron la parroquia a la categoría de ciudad y se instaló el 11 de diciembre de 1810. Por carta de 16 de diciembre de 1812, Porto Alegre pasó a ser sede de la recién creada Capitanía de San Pedro del Río Grande del Sur y cabeza de la comarca de São Pedro do Rio Grande y Santa Catarina. En 1814, el nuevo gobernador, Dom Diogo de Souza, obtuvo la concesión de una gran sesmaria al norte, con el propósito expreso de estimular la agricultura local. Con el crecimiento de las ciudades próximas, como Rio Pardo y Santo Antônio da Patrulha, y dada su privilegiada situación geográfica en la confluencia de dos importantes vías fluviales interiores -el río Jacuí y la Lagoa dos Patos-, Porto Alegre comenzó a convertirse en el mayor centro comercial de la provincia. La flota permanente que frecuentaba el puerto en aquella época rondaba el centenar de barcos, y se construyó un gran muelle lacustre interior para el atraque y se abrió una aduana. También comenzaron las exportaciones de trigo y cecina. En 1816, se comercializaron 400.000 fanegas de trigo a Lisboa y, en 1818, más de 120.000 arrobas de cecina, producto que pronto ocuparía un lugar central en la economía de la provincia.
El naturalista francés Auguste de Saint-Hilaire, quien visitó la zona en 1820, dejó un extenso y rico relato de la vida en la pequeña localidad en las primeras décadas del siglo XIX. Alabó el agradable paisaje y el clima templado que le recordaban a las mejores regiones de Europa. Nada más entrar en la ciudad, le sorprendió su movimiento, su variado comercio, la majestuosidad de sus casas, lo pintoresco de sus calles y suburbios y la escasa población de negros. Al mismo tiempo, le sorprendió la pobreza de los edificios públicos y le repugnó la suciedad de las calles. También informó de otros problemas que se producían a pesar de la buena voluntad del gobernador de la capitanía, el conde de Figueira, como el retraso crónico en la paga de los soldados, el ineficaz sistema judicial y la confusión administrativa y social generada por el comportamiento arbitrario de los jefes militares contra la población, apoderándose de las rentas y propiedades ajenas, a menudo con violencia. Conoció comidas típicas como el churrasco de los gaúchos y el pinhão de la sierra, y al ser bien recibido por las autoridades, pudo conocer un poco de la vida social de la elite, que se reunía en fiestas, cenas y saraos, lo que revela cierta vida cultural ya floreciente en la época.

Me encontré con una reunión de treinta o cuarenta personas, hombres y mujeres, en una sala bien amueblada y forrada con papel francés. Como se trataba de parientes y amigos íntimos no había lujos en su atuendo. Las mujeres vestían con sencillez y decencia; la mayoría de los jóvenes llevaban frac y pantalón blanco. Bailaban valses, contradanzas y ballets españoles; algunas de las señoras tocaban el piano, otras cantaban con gran habilidad, acompañadas de la guitarra, y la velada terminaba con juegos de salón. Encontré modales diferentes en todos los miembros de la sociedad. Las damas charlaban sin pudor con los hombres; éstos las rodeaban con amabilidad, pero no mostraban descortesía ni deseo de agradar, cualidad casi exclusiva de los franceses. No he visto una reunión similar desde que estoy en Brasil. En el campo, como he dicho cientos de veces, las mujeres se esconden; no son más que las primeras esclavas de la casa, y los hombres no tienen ni idea de los placeres que se pueden disfrutar con decencia. Entre las damas que vi en casa del señor Patricio, había algunas bonitas, la mayoría muy blancas, de pelo castaño oscuro y ojos negros; algunas eran agraciadas, pero sin esa vivacidad que caracteriza a las francesas. Los hombres, por lo general muy claros y con el pelo y los ojos del mismo color que los de las mujeres, eran grandes y bien hechos, ingeniosos, pero sin la suavidad que caracteriza a los mineiros".

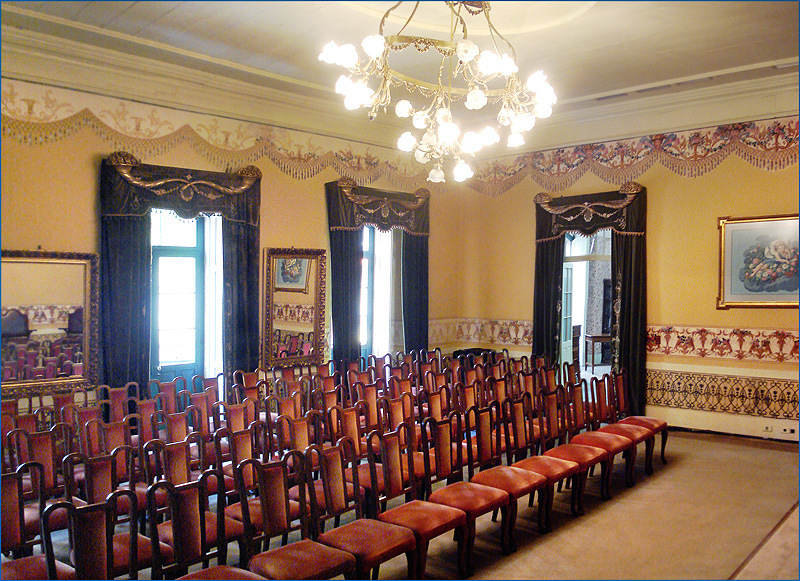
Salón noble del Solar dos Câmara, construido entre 1818 y 1824, hoy centro cultural donde se realizan recitales que recrean el ambiente de las antiguas veladas de la elite de Porto Alegre.

El 26 de abril de 1821 estalló en la ciudad la primera manifestación pública de protesta política cuando el Municipio, desobedeciendo las disposiciones de la Constitución Portuguesa que había jurado el Príncipe regente Dom Pedro, eligió una junta ministerial que gobernó desde el 22 de febrero hasta el 8 de marzo de 1822. El 14 de abril de ese año, por decreto de Pedro I, la villa se convirtió en ciudad. Dos años después, llegaron a la ciudad los primeros inmigrantes alemanes como parte del proyecto de la corona de promover la colonización en el sur y ayudar en la agricultura de Río Grande del Sur. Fueron recibidos con honores en la capital y pronto se les proporcionó equipo para comenzar a cultivar junto con parcelas de tierra en la Real Feitoria do Linho Cânhamo que había sido desactivada, aunque algunas personas permanecieron cerca de la zona urbana dando lugar al barrio de Navegantes. En 1831 se establecieron nuevos límites para la ciudad con la publicación de las primeras Ordenanzas Municipales, que trataban en particular de la policía urbana. Arsène Isabelle, de visita en la ciudad entre 1833 y 1834, informó de que ya había cinco iglesias pero sólo dos escuelas primarias. Por otro lado, circulaban varios periódicos y constató la influencia de la cultura francesa y la división política entre los monárquicos y los "farroupilhas", que defendían un proyecto de gobierno republicano.

### La Revolución Farroupilha

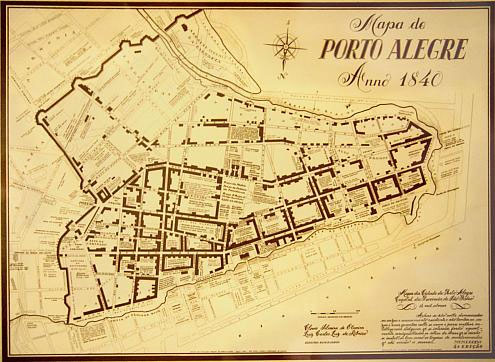
Mapa de Porto Alegre en 1840, con la línea de fortificaciones a la izquierda

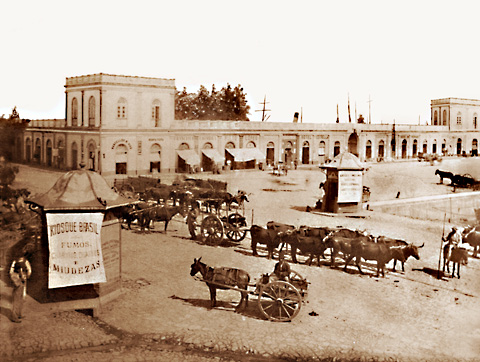
Luigi Terragno: Mercado Público hacia 1875, tras la primera ampliación

El estado general de la economía de la capitanía, sin embargo, no iba bien. Según Riopardense de Macedo,

"En los últimos años anteriores a la independencia, un impuesto sobre la cecina había hecho caer las exportaciones de 120.790 arrobas en 1818 a sólo 27.457 en 1822. Al mismo tiempo, la producción de trigo también caía, no sólo por la plaga de la roya, sino también por la mayor plaga de los agricultores, que era la morosidad oficial, el impago de la parte que cobraba el gobierno. Escuelas, caminos, puentes, derechos y justicia no se les daban. La autoridad del gobierno se hacía sentir en las estancias y pasos de los ríos con el cobro de diezmos y peajes....".

El 20 de septiembre de 1835, como resultado del descontento económico y político, y culminando en una serie de desacuerdos con el gobierno central, estalló una revuelta en la ciudad que acabó adquiriendo un carácter republicano y separatista, la Revolución Farroupilha. La primera batalla tuvo lugar en el antiguo puente de Azenha, y al día siguiente la ciudad fue ocupada por las fuerzas revolucionarias dirigidas por los coroneles José Gomes de Vasconcelos Jardim y Onofre Pires. El día 25, el general Bento Gonçalves entró solemnemente en la ciudad y el Municipio y la Asamblea Legislativa Provincial tomaron juramento al nuevo Presidente, Dr. Marciano Pereira Ribeiro. Porto Alegre estuvo bajo el dominio revolucionario hasta el 15 de junio de 1836, cuando el comandante legalista Manoel Marques de Souza, más tarde Conde de Porto Alegre, consiguió retomar la ciudad.
Durante el largo asedio que siguió, se impusieron diversos cambios en la rutina de la ciudad, como era de esperar, y se elaboró una reforma de las ordenanzas municipales con el fin de organizar la vida de los residentes y proporcionar la defensa necesaria. Porto Alegre consiguió resistir a todos los asedios y ataques de los farroupilhas permaneciendo fiel al gobierno imperial, razón por la cual la ciudad recibió del emperador Dom Pedro II, el 19 de octubre de 1841, el título de Leal e Valorosa, que aún hoy figura en su escudo de armas.  Sin embargo, en plena guerra, los periódicos informaban de la llegada de novedades técnicas y artísticas de Europa a Porto Alegre, y se construyó un nuevo teatro, el Teatro D. Pedro II, en sustitución de la Casa do Porto Alegre. El Teatro Pedro II pudo ser construido para sustituir la ópera en desuso, así como un gran mercado público.

### Crecimiento

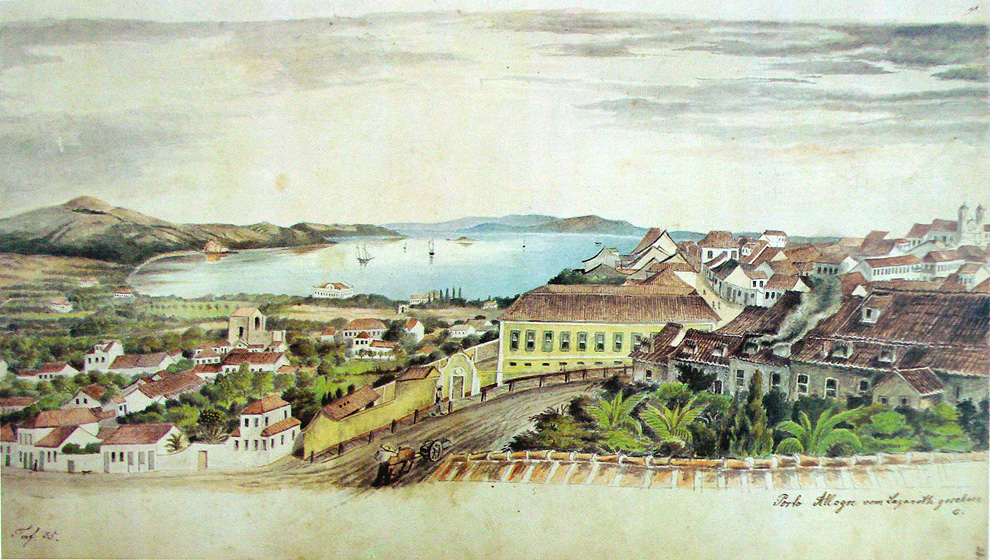
Herrmann Wendroth: Porto Alegre, vista desde las alturas de la Santa Casa hacia el sur, c. 1852

A pesar del aumento de la población en aquellos tiempos de guerra, el tejido urbano sólo volvería a crecer en 1845 con el fin de la revolución y la demolición de las fortificaciones que rodeaban la ciudad, acompañando la normalización de la escena provincial en su conjunto y la reactivación de la economía local. La importancia del puerto de la ciudad para la circulación de personas y mercancías por toda la provincia creció en consecuencia, lo que iniciaría un proceso de expansión de la ciudad a costa del lago, con la construcción de sucesivas mejoras y terraplenes en la costa.
En el centro se realizaron mejoras en diversos equipamientos públicos como la construcción de fuentes de agua, calles, cementerios, una nueva cárcel, asilos y un Nuevo Municipio, la ampliación del Mercado Público, y la estructuración de la asistencia médica con la consolidación de la Santa Casa de Misericordia y la Beneficencia Portuguesa. Mientras tanto, las aldeas satélites florecieron con relativa autonomía, adquiriendo importancia los asentamientos de Menino Deus y Navegantes, hoy barrios casi centrales, y Aldeia dos Anjos, hoy parte de Gravataí.
En 1850, Joseph Hörmeyer describió la ciudad como dotada de un puerto grande y seguro, capaz de acoger veleros de hasta tres mástiles. Existía ya un instituto de enseñanza secundaria, varias escuelas públicas y algunas privadas. La fiesta más popular era el entrudo, predecesor del carnaval, cuando la población disfrutaba lanzándose bolas de cera del tamaño de naranjas llenas de agua de colonia o, cuando éstas se agotaban, cubos de agua. El cronista escribe:

"Allí, ni el sexo, ni la posición social, ni la edad cuentan; todos deben seguir este juego o cerrar bien sus casas y ventanas..... Nos han contado que estas disputas llegan a tal punto en la rúa da Praia que caballeros y damas acaban empujándose al río, muy poco profundo, y, a pesar de su refinada 'toilette' y de sus vestidos de seda, esmóquines y botas barnizadas, acaban debidamente mojados."

Las celebraciones religiosas también eran muy populares. El mismo Hörmeyer relató que en la fiesta de Queima do Judas, el sábado de gloria, se colgaban de los árboles varios muñecos de tamaño natural, ataviados con los trajes más diversos que se utilizaban como chivos expiatorios. Las cabezas, los brazos, las piernas y los vientres se rellenaban con estopa y explosivos, y luego se golpeaba a las figuras y se les prendía fuego, para regocijo de la población. Otra extranjera, Marie Van Langendonck, relató otras costumbres sociales y religiosas de la ciudad, diciendo:

"El Jueves Santo.... las iglesias están de fiesta..... Su iluminación es deslumbrante, las puertas abiertas de par en par dejan entrar el ruido del tumulto callejero. Las damas, con ropas resplandecientes, llaman la atención sobre el escote de sus vestidos, que deja al descubierto sus hombros.... parecen estar listas para el baile. Se sientan en el suelo a pesar de estar suntuosamente vestidas. Algunas se sientan en los escalones del altar, dando la espalda al Sagrario; allí charlan, ríen, comen dulces y, desde luego, no piensan en la solemnidad del día.... Para ellos, la iglesia en este día es un lugar de encuentro donde se encuentran con sus conocidos, donde lucen un nuevo vestido de seda y donde se ponen de acuerdo para verse en las procesiones del Viernes Santo y de la Resurrección. Esta última tiene lugar en la noche del sábado al Domingo de Resurrección. Nadie se acuesta durante esta noche. La procesión sale a medianoche y entra a las cuatro de la madrugada; la acompaña una gran multitud. Las ventanas de las casas por las que pasa están abiertas y llenas de espectadores. Se lanzan petardos y fuegos artificiales desde todos los puntos de la ciudad".

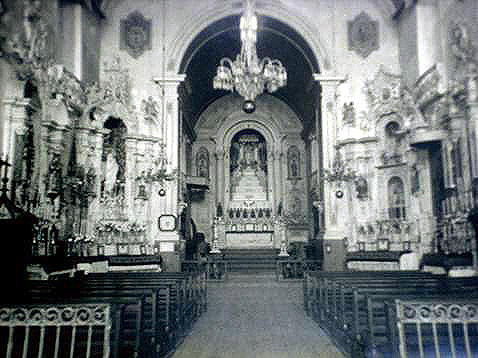
Aspecto del interior de la antigua Matriz, en una de sus últimas fotos antes de ser demolida para dar paso a la actual Catedral

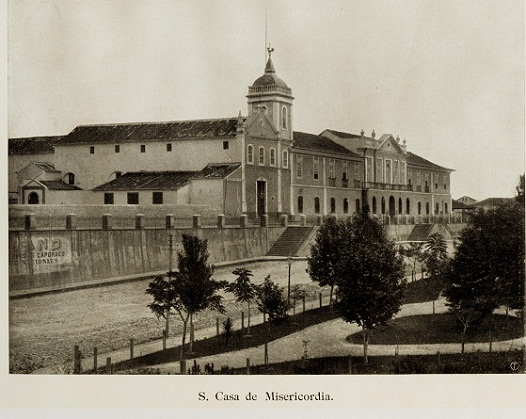
Virgilio Calegari: La Santa Casa a finales del siglo XIX

El acontecimiento más trágico de aquellos años fue la epidemia de cólera que estalló en la ciudad en 1855 cobrándose más de 1,400 vidas y que se repetiría diez años después pero con menos muertos.  A partir de entonces, la economía de la ciudad se diversificó, instalándose restaurantes, pensiones, pequeñas manufacturas, alambiques y diversos establecimientos comerciales, con una marcada contribución de los inmigrantes alemanes, que trabajaban en los más variados oficios.
Hacia 1860, la ciudad sólo contaba con unos veinte mil habitantes. De ellos, al menos tres mil eran alemanes que rápidamente lograron alcanzar un nivel de vida confortable. Sus familias eran muy unidas, disciplinadas y cooperativas entre sí y se habían fortalecido hasta el punto de formar un influyente gueto cultural dentro de la capital, dirigiendo una prensa y celebrando representaciones teatrales y conciertos de música clásica en su lengua materna donde se encontraban con un público de gente culta, entusiasta de las artes, "bien vestidos e incluso guapos.... Damas y caballeros encantadores. Pelo rubio con mechas de colores, ojos azules claros y mejillas rojas: se les veía por todas partes. Algunas muchachas llevaban con cuidado a sus hermanitas y les daban visiblemente buenas lecciones, mientras los ojos de las pequeñas se movían como petardos y luciérnagas", como recordaba vívidamente Avé-Lallemant en 1858.
De 1865 a 1870, la Guerra de la Triple Alianza hizo que Porto Alegre fuera la ciudad más próxima al teatro de operaciones. La ciudad recibió dinero del gobierno central así como un servicio de telégrafo, nuevos astilleros, cuarteles y mejoras en la zona portuaria. Durante la guerra, la ciudad fue visitada por el emperador Dom Pedro II en su camino a Uruguayana, a donde fue para recibir la rendición de los paraguayos.
En 1872, comenzaron a circular las primeras líneas de tranvía. En 1874 se inauguró el alumbrado a gas y se completó el ferrocarril Porto Alegre-Novo Hamburgo. El abastecimiento de agua también mejoró con el inicio de la distribución por tuberías, con más de dos mil casas servidas a finales de la década de 1870. Un sistema de alcantarillado, sin embargo, tendría que esperar hasta el final del siglo antes de que pudiera ser implementado.

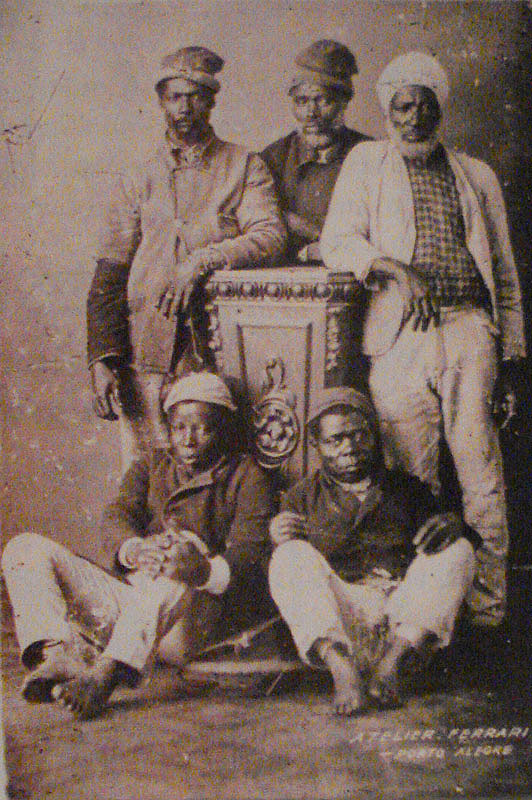
Negros recién liberados en 1884

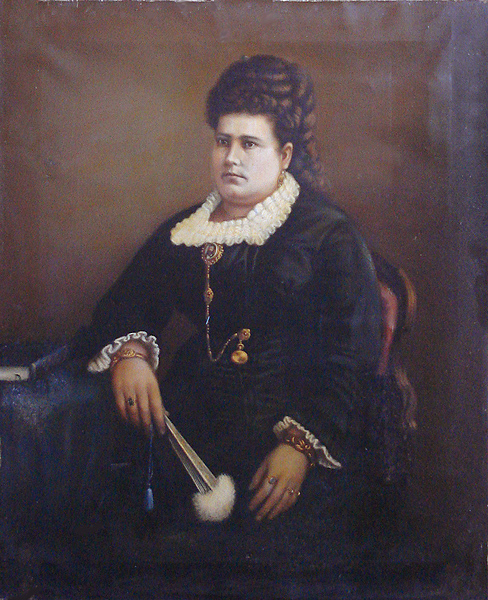
Bienhechora no identificada de la Beneficencia Portuguesa, perfecta representante de la elite de Porto Alegre a fines del. Colección de arte de la Beneficencia Portuguesa de Porto Alegre.

La década de 1880 se caracterizó por el avance del proceso de conurbación del centro histórico con los barrios vecinos. Las áreas intermedias comenzaron a ser urbanizadas para subdivisiones surgiendo los núcleos de los futuros barrios Floresta, Bom Fim, Independência, Moinhos de Vento y varios otros.  La discusión política y social en la ciudad también adquiría un vigor considerable con partidos políticos activos y varios periódicos de opinión en circulación, como A Democracia y A Federação, de ideales republicanos. Esta agitación tuvo como resultado la liberación de los esclavos de la ciudad en 1884 cuatro años antes de la Lei Áurea.
Porto Alegre también se fue convirtiendo en el hogar de algunas familias de inmigrantes italianos que llegaron en la ola colonizadora que se concentró en la Serra do Nordeste, y polacos no adaptados que se habían asentado originalmente en el interior del estado. Pronto ambos grupos fundaron sociedades y se organizaron, mientras que los negros consiguieron crear y dirigir su propio periódico con Arthur de Andrade como director y Marcílio Freitas como redactor jefe, y su programa era la defensa de los intereses de su etnia y la mejora del conocimiento.

### Refinamiento y diversificación cultural
En la segunda mitad del siglo, la cultura erudita de Porto Alegre mostró progresos significativos. La élite ya había madurado hasta el punto de mantener intereses variados por el arte y alimentar una vida cultural significativa donde brillaron los primeros intelectuales y educadores locales de verdadero mérito como Antônio Vale Caldre Fião, Hilário Ribeiro, Luciana de Abreu, a los que se sumaron otros de fuera, como Apolinário Porto-Alegre, Inácio Montanha y Carlos von Koseritz.  Varios de ellos participaron en la importante Sociedad Partenón Literario, activa desde 1868 y formada por la flor y nata de la intelectualidad de Río Grande del Sur. Su trabajo no se limitó a la divulgación de la literatura, sino que también amplió la cultura de los gaúchos ofreciendo clases nocturnas para adultos, creando una biblioteca con obras de filosofía, historia y literatura y un museo con secciones de mineralogía, arqueología, numismática y zoología. Las clases nocturnas fueron una de las actividades más duraderas de la Sociedad, ofreciéndose hasta 1884, cuando, debido a dificultades financieras y a la falta de un local para impartir las clases, fueron suspendidas. La Sociedad participó en campañas abolicionistas, recaudando fondos para liberar a los esclavos, y propagó los ideales republicanos. También promovió debates sobre diversos temas, como la Revolución Farroupilha, el matrimonio, la pena de muerte y el feminismo. Publicó varias obras literarias así como la tradicional Revista Literária, su legado más fuerte. La Revista circuló durante diez años y contenía crítica literaria, biografías, comentarios, editoriales y estudios sobre la historia y la cultura de Río Grande del Sur, discursos pronunciados en la Sociedad, así como cuentos, narraciones, obras de teatro y poesía.
El primer salón de arte se celebró en 1875 como una sección de la "Gran Exposición Comercial e Industrial", una muestra heterogénea en la que se exponían pinturas, dibujos, piezas de arte decorativo y artículos domésticos con la participación de varias mujeres. Al mismo tiempo, se inauguró la primera galería comercial de arte y surgió la primera idea de crear una escuela de arte en Porto Alegre, propuesta del escenógrafo Oreste Coliva que fue muy bien acogida por la prensa y los círculos ilustrados, aunque el proyecto, demasiado ambicioso para el momento histórico, no llegó a materializarse. La afluencia de influencias francesas y alemanas aportó elementos culturales adicionales para desencadenar los primeros movimientos de renovación moderna en el arte de la capital, que en 1880 ya contaba con más de 40.000 habitantes, pero cuya población seguía construyendo casas y grandes edificios en el antiguo y arraigado estilo colonial, como la Igreja da Conceição, proyecto de João do Couto e Silva concluido ese mismo año. 

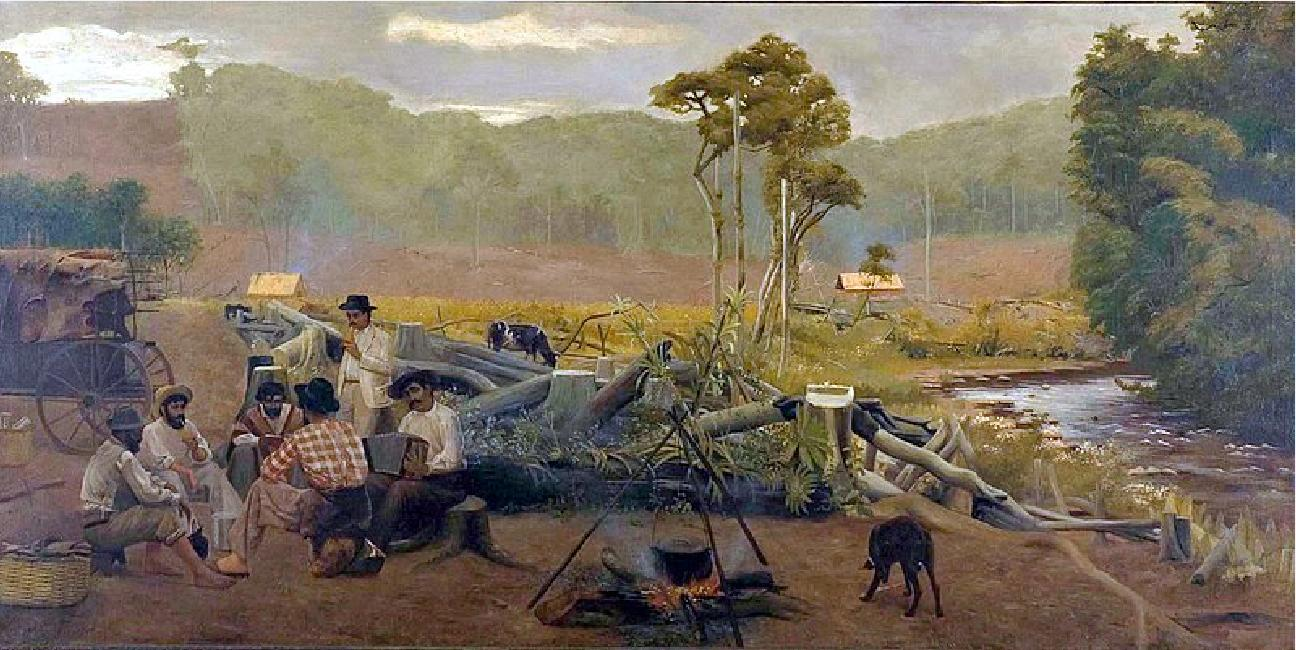
Pedro Weingärtner: Carreteiros gauchos chimarreando, 1911. Pinacoteca Aldo Locatelli

Las aspiraciones artísticas de la ciudad, sin embargo, pronto darían sus frutos en Pedro Weingärtner, descendiente de inmigrantes alemanes, el primer pintor local reconocido en el extranjero. Convencido académico, formado en Europa, apadrinado personalmente por Dom Pedro II y autor de una obra dividida entre las escenas burguesas y urbanas, la recreación romántica de idilios mitológicos clasicistas y, quizá su aportación más duradera, las escenas regionalistas de estilo realista y minucioso, a veces casi fotográfico. Fue el pintor de Porto Alegre más erudito y talentoso de su generación y el artista de mayor éxito y celebridad de la ciudad hasta poco antes de su muerte, en 1929, aunque pasó mucho tiempo en Italia, donde mantuvo otro estudio.

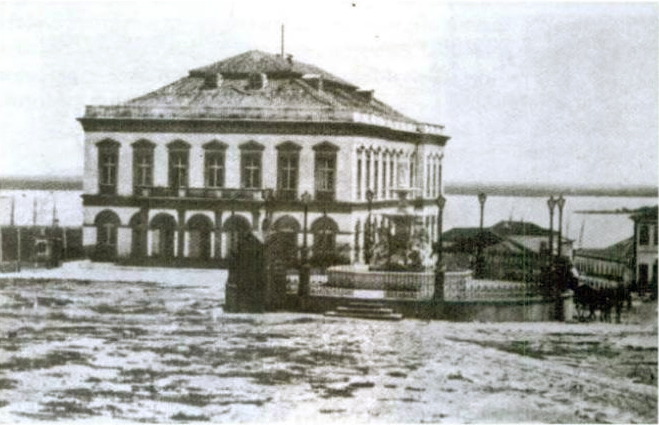
El Teatro São Pedro en 1860

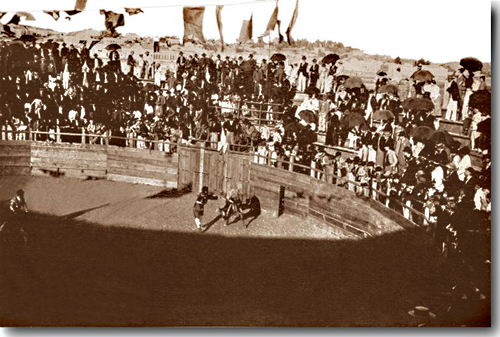
Virgilio Calegari: El circo taurino

Otras áreas del arte también mostraban vitalidad, como la música. Cierta formación musical se había convertido en parte obligatoria de la educación de la élite y las fiestas públicas y privadas siempre hacían uso de la música, con diversos grupos instrumentales y profesores en activo. La figura más notoria de esta fase fue el director Joaquim Mendanha, antiguo miembro de la Capilla Real de Río de Janeiro, profesor y fundador de la Sociedade Musical de Beneficência Porto-Alegrense, además de maestro de la Capilla de la Matriz. En este período también se inauguró el Theatro São Pedro, un gran teatro de ópera, y se fundó la Sociedade Filarmônica Porto-Alegrense, con el fin de financiar una escuela de música y organizar conciertos para sus socios..
Entre las atracciones más populares a finales del siglo XIX estaban las corridas de toros y el ciclismo, donde se mezclaban las clases sociales. Se tiene constancia de corridas de toros desde la década de 1880 que tenían lugar en el Circo Taurino, donde hoy está el Parque de la Redención. No se sabe con certeza, pero al parecer el toro no era sacrificado al final del espectáculo que se resumía en una puesta en escena dramática, intercalada con escenas de pantomima. Según los periódicos de la época, la afluencia de público cada domingo era tan numerosa que parecía una auténtica "inundación". En los intermedios se celebraban espectáculos circenses de todo tipo como gimnastas, magos y cantantes. A partir de 1896 la arena fue también escenario de proyecciones nocturnas de cinematógrafo. El cine, por cierto, que cayó inmediatamente en gracia entre los portoalegrenses aquel mismo año fue uno de los responsables del rápido declive de la tauromaquia, hasta el punto de que hacia 1910 se cerraría el Circo Taurino mientras se multiplicaban los cines. Paralelamente a la popularización de la tauromaquia, el ciclismo dejó de ser una curiosidad y se puso de moda. A finales de siglo existían varias sociedades ciclistas de aficionados y dos velódromos. Como el equipo de ciclismo era caro, era un deporte practicado esencialmente por la élite, aunque las carreras de velódromo también atraían a grandes multitudes.

## Elcastilhismoy el empuje del progreso

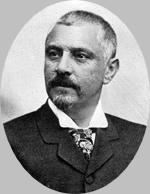
Júlio de Castilhos, figura política dominante en el cambio de siglo

La Proclamación de la República fue recibida con gran sorpresa por el pueblo de Porto Alegre; poco después la situación política en el estado se tornó confusa, provocando rivalidades y anomalías institucionales como la ocurrida el 12 de junio de 1892 cuando, en un mismo día, dos presidentes estuvieron simultáneamente al frente del gobierno del estado asumiendo finalmente un tercero de forma provisional. En 1893, la tensión estalló en la sangrienta Revolución Federalista, que pretendía "liberar Río Grande del Sur de la tiranía de Júlio de Castilhos", entonces presidente del estado, que había iniciado reformas e impuesto una constitución estatal de corte positivista. La lucha no llegó a las puertas de la ciudad pero dividió dramáticamente a la opinión pública. Terminó con el triunfo de Júlio de Castilhos y la ruptura de la oposición, aunque no todas las voces fueron acalladas. En 1897 le sucedió su fiel discípulo Borges de Medeiros, que gobernó hasta 1928. El predominio de la política de Júlio de Castilhos, el llamado castilhismo, fue decisivo en el rumbo que tomaría la capital a lo largo de la primera mitad del siglo siguiente, sucediéndose varios intendentes municipales bajo esa filiación ideológica y consolidando un régimen que, aunque autocrático, tuvo un éxito significativo en la gestión de un legado administrativo ineficiente, sentando las bases del acelerado progreso de principios del siglo XX, aunque ese progreso tuviera un alto precio social.  Sin embargo, en palabras de Charles Monteiro,

"Tan importante como el nuevo orden político fue el crecimiento demográfico y el avance de la industrialización que se iniciaron en la ciudad en la década de 1890.... la tasa de crecimiento demográfico pasó del 2,5% al 3,4% anual. En 1900, el censo de población mostraba una población de 73.474 habitantes en Porto Alegre. La inmigración alemana e italiana, el desarrollo de la agricultura comercial en la región montañosa, la comercialización de estos productos a través del puerto de la capital y la construcción de las primeras líneas ferroviarias, entre otros factores, crearon las condiciones para el ciclo de crecimiento económico de Porto Alegre".

### ElsigloXX: los primeros treinta años

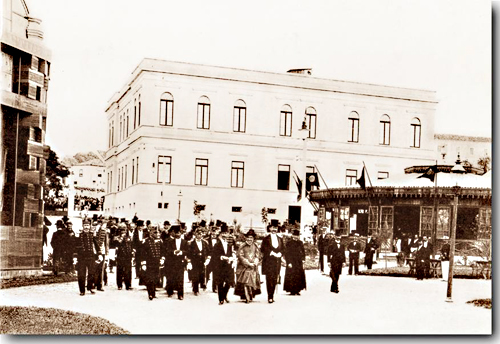
Lunara: Solemne inauguración de la Exposición Agroindustrial de 1901 por el presidente del Estado Borges de Medeiros y su comitiva

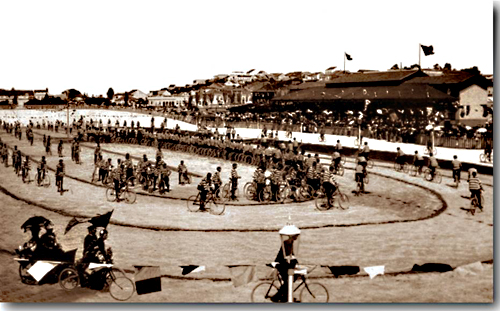
Virgilio Calegari: El velódromo, donde el público se reunía para ver a los ciclistas. Hasta la década de 1920, en Porto Alegre, el ciclismo era un deporte practicado casi exclusivamente por la élite

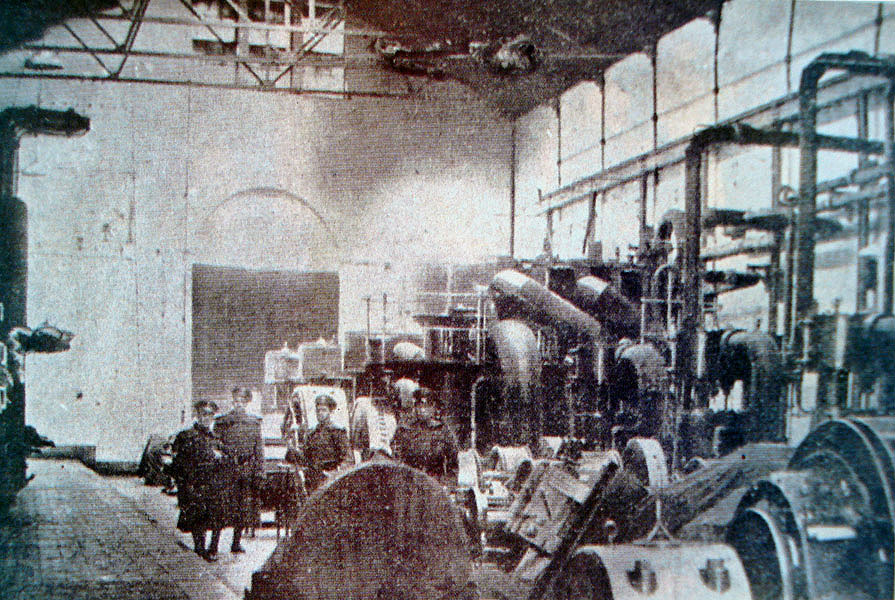
Fábrica vigilada por la milicia de la Intendencia durante las huelgas de 1917

En el cambio de siglo, Porto Alegre pasó a ser vista como la tarjeta de presentación de Río Grande del Sur, una idea perfectamente alineada con los objetivos del positivismo, corriente filosófica abrazada por los gobiernos estatal y municipal, por lo que la ciudad debía transmitir una impresión de orden y progreso. Para concretar la idea, la Municipalidad puso en marcha un enorme programa de obras públicas apoyado en gran parte por el gobierno del estado, circunstancia favorecida por la Constitución de 1891 que, en la práctica, otorgaba al estado un gran poder sobre los municipios hasta el punto de que Borges consiguió imponer cambios en las leyes orgánicas municipales, restringiendo la actuación del intendente. El Gobernador nombró al Intendente, y Borges eligió sucesivamente a José Montaury para dirigir la ciudad, elogiando su capacidad para administrar con claridad, aliviar el sufrimiento de los pobres y frenar la codicia de los capitalistas. Para controlar mejor el proceso de desarrollo, el municipio asumió la responsabilidad de muchos servicios públicos, como el suministro de agua por tubería, alumbrado, transporte, educación, policía, saneamiento y asistencia social en una medida que excedía con mucho lo que era habitual en la época y superaba lo que São Paulo y Río de Janeiro hacían al mismo tiempo..
Para enfrentar los gastos, el gobierno comenzó a pedir préstamos en el exterior iniciando la acumulación de una importante deuda externa. Entre 1909 y 1928 la ciudad pidió prestadas 600,000 libras esterlinas y casi 10 millones de dólares, además de tener que contratar a un gran número de nuevos funcionarios. Este programa gubernamental, el Plan General de Mejoras, también dio lugar a una oleada de edificios públicos monumentales, renovando el paisaje urbano según la estética del eclecticismo que, bajo la influencia de la prestigiosa comunidad alemana, fue rápidamente imitada por las élites para la construcción de sus nuevos palacios. Fue entonces cuando se amplió el puerto en un vasto y ambicioso proyecto, y se erigieron algunos de los edificios públicos más significativos y lujosos de la capital, en la llamada "fase dorada" de la arquitectura de Porto Alegre. Algunos de estos edificios están cargados de simbolismo ético, social y político, que se manifestaba sobre todo en la decoración alegórica de las fachadas. Ejemplos de esta tendencia son el Palacio Municipal, la Biblioteca Pública, el palacio de correos y telégrafos y el edificio de la Receita Federal, la mayoría de los cuales fueron construidos por una sociedad entre el arquitecto Theodor Wiederspahn, el ingeniero Rudolf Ahrons y el decorador João Vicente Friedrichs, todos de origen alemán. 
Este desarrollo urbano acompañó el surgimiento de una nueva cultura burguesa estimulada por la afluencia de nuevos emigrantes e inmigrantes entre los que ahora se encontraban judíos, españoles, ingleses, franceses, platinos y otros; por la introducción de nuevas tecnologías en el transporte y la ingeniería, y por la consolidación de una élite capitalista, que hizo que la sociabilidad y los espacios urbanos fueran más complejos, exclusivos y diversos. Al mismo tiempo, la industria se fortaleció y comenzó a sustituir definitivamente a las manufacturas y la artesanía, y se consolidó la posición central de Porto Alegre en el comercio de todo el Estado.

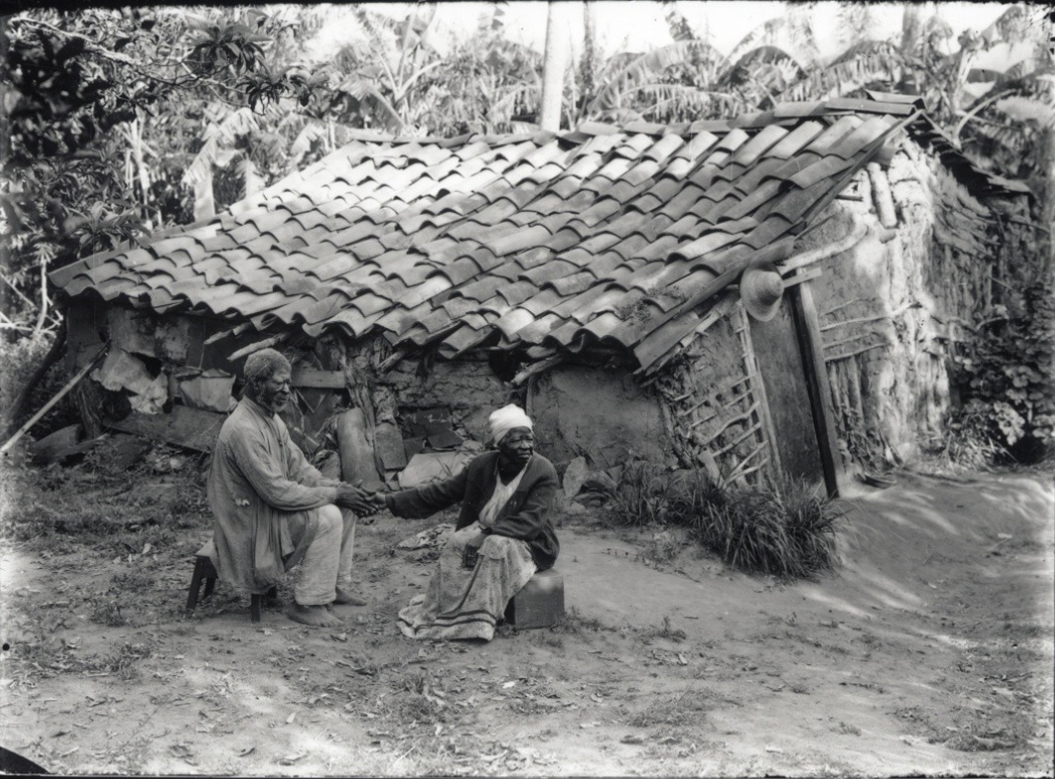
Lunara: negros de Porto Alegre en la miseria en la década de 1900

Sin embargo, las inversiones de la administración pública se concentraron en el área limitada por los distritos 1, 2 y 3, alrededor del centro histórico, mientras que los nuevos barrios populares, como São João y Navegantes, quedaron a la espera de mejoras en las infraestructuras. A pesar de los innegables y significativos avances, la administración castillhista fue cada vez más criticada tanto por sus incoherencias, fallando en el campo de la vivienda popular por ejemplo, como por su continuidad dogmática y conservadora, a pesar de que Montaury era muy respetado por su probidad administrativa y estimado como persona.
El coste social de tanto progreso y de tantas empresas públicas de gran envergadura fue igualmente grande. Las manifestaciones obreras venían produciéndose desde finales del siglo XIX, y en 1906 estalló en la ciudad la primera huelga general de obreros. Como analizó Petersen, prevalecía la idea de que la cuestión social en Brasil aún no se había manifestado tan seriamente como en otros países pero ya se sabía que las pesadísimas condiciones de trabajo en la industria en el cambio de siglo, no sólo en Porto Alegre sino en todo Brasil, eran potencialmente generadoras de conflictos sociales. De hecho, a veces incluso se asemejaban a la esclavitud, con hombres y mujeres obligados a trabajar en ambientes insalubres, con largas jornadas laborales, bajos salarios y sufriendo intimidaciones, humillaciones, privaciones diversas e incluso castigos físicos por parte de sus jefes y capataces. Los niños no se salvaban y trabajaban casi como los adultos, pero cobraban aún menos y a menudo eran golpeados.
Aunque los políticos ya eran conscientes de la tensión que se estaba creando entre obreros y empresarios, la propaganda oficial, tratando de cooptar a los descontentos para su propia causa, ofreció su propia versión de los hechos. Por un lado los alababa diciendo que los obreros eran "la fuerza activa y permanente en los vastos talleres que hacen el progreso industrial. ... y vivían en feliz armonía con un régimen que les aseguraba una igualdad tan perfecta como la practicada en las sociedades más avanzadas", pero también hacía hincapié en el carácter pacífico de nuestro pueblo y afirmaba que en Porto Alegre “no hay escasez de trabajo para los que tienen una voluntad decidida de trabajar”.</ref>

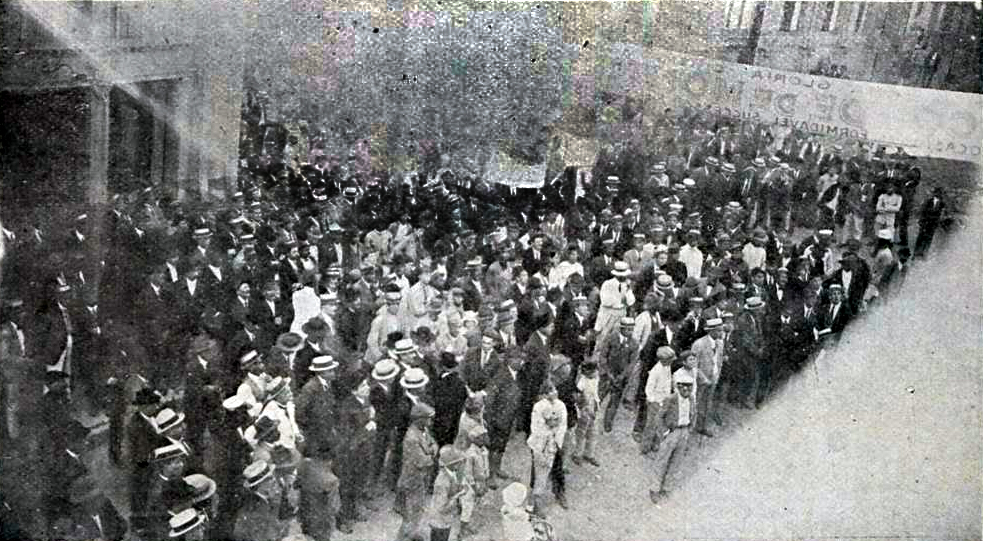
Marcha obrera en 1919

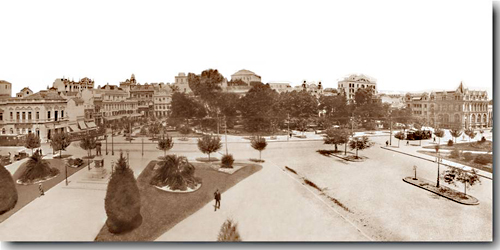
Panorámica de la reurbanizada Praça da Alfândega en 1929

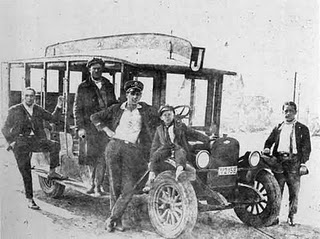
El primer autobús de Porto Alegre, 1926

No es de extrañar que la fundación de un partido obrero en Porto Alegre, en 1908, fuera vista por los sectores dominantes y conservadores, incluida la Iglesia Católica, como una amenaza al "espíritu público", condenada en la prensa con condescendencia como una falsa utopía, una quimera inspirada en el despreciado socialismo, que recomendaba calma, orden y prudencia a los trabajadores. Pero el movimiento, aunque teñido por diversas vertientes ideológicas que a veces entraban en conflicto, era lo suficientemente fuerte y unido como para aglutinar inmediatamente a la mayoría de la clase obrera y extenderse por todo el estado, asumiendo una relevancia política crítica. Se sucedieron otras huelgas: panaderos en 1913, marmolistas en 1914, albañiles y panaderos en 1915, albañiles, tejedores, zapateros y panaderos en 1916. El ambiente entre los trabajadores de la ciudad era de descontento general mientras la Intendencia, alarmada, reforzaba la fuerza policial.
Otras voces, por el contrario, elogiaban las valientes iniciativas de los trabajadores, depositando en ellas grandes esperanzas de reforma laboral y social, y pedían la participación comprensiva de la clase dirigente en este proceso, incluso en su propio beneficio. El descontento de los opositores al castellanismo llegó finalmente a su punto culminante en la violenta Revolución de 1923, que intentó desalojar a Borges del poder en medio de una grave crisis económica estatal y de evidencias de fraude electoral. Borges permaneció, pero la Constitución del Estado fue reformada eliminando el poder del Gobernador para nombrar Intendentes e impidiendo su reelección por dos mandatos consecutivos. Como resultado, en 1924 José Montaury fue sustituido por Otávio Rocha. En ese momento, Porto Alegre ya contaba con 190.000 habitantes.
Sin embargo, la continuidad de la filosofía política estaba asegurada. Otávio Rocha también era castilhista y se empeñó aún más en reformar la ciudad, queriendo convertirla en un "nuevo París". El proyecto urbano ya se veía considerablemente condicionado por el rápido aumento del número de vehículos en circulación. En 1927 ya había 3.000 automóviles en Porto Alegre, cifra sólo superada por el parque de São Paulo. Por ello, el programa hizo hincapié en el aspecto circulatorio, con la construcción de amplias avenidas, bulevares y rotondas para lo cual, sobre todo en la zona central, se derribaron decenas de casas antiguas y conventillos decadentes, símbolo de pobreza y atraso, al tiempo que se añadían otros equipamientos y servicios públicos. Estas reformas, sin embargo, aumentaron el endeudamiento de la capital obligando a la creación de una serie de nuevos impuestos: sobre las profesiones, los espectáculos, el comercio y la industria, la beneficencia, el mantenimiento de calles y carreteras, los servicios de recogida de basuras y la medición de pesos y medidas..
También se lanzó una campaña para "limpiar la moral" del centro combatiendo la prostitución, la mendicidad, el juego y el alcoholismo. Como vemos, el centro histórico justificaba en ese momento su renovación pues ya presentaba un aspecto ruinoso, lo que provocó que la élite lo abandonase como lugar de residencia y trasladase sus viviendas a nuevas zonas como los futuros barrios de Independencia y Moinhos de Vento. También contribuyeron a una nueva distribución urbana la creación de varios huertos periféricos y la instalación de líneas de autobuses.

### La cultura bajo elcastilhismo
En la cultura también hubo logros notables en los primeros treinta años del siglo XX. Según Maria Teresa Baptista, los ideales positivistas no se restringieron a las esferas de la política y la religión, sino que también influyeron en la cultura. Como resultado, se inauguraron el Teatro Politeama (1898), el Archivo del Estado (1906) y muchos otros establecimientos, mostrando el interés del gobierno por las diversas áreas de la vida social e intelectual del estado republicano.
En 1901, se fundó la Academia Riograndense de Letras que reunió a numerosos periodistas, poetas y escritores como Caldas Júnior, Marcelo Gama, Alcides Maia y Mário Totta. Poco después se fundó el primer museo del estado, el Museo Júlio de Castilhos, creado en 1903 para albergar objetos que habían sido coleccionados desde 1901 y que estaban depositados en los pabellones construidos para la 1ª Exposición Agrícola e Industrial. Ese mismo año tuvo lugar el primer evento enteramente dedicado a las artes, el Salón de 1903, organizado por el Jornal do Comércio. Este salón, según Athos Damasceno, fue "el primer acontecimiento que dio a las artes de Río Grande del Sur un estatuto de autonomía... legitimándolas como objeto de aprobación y distinción social".

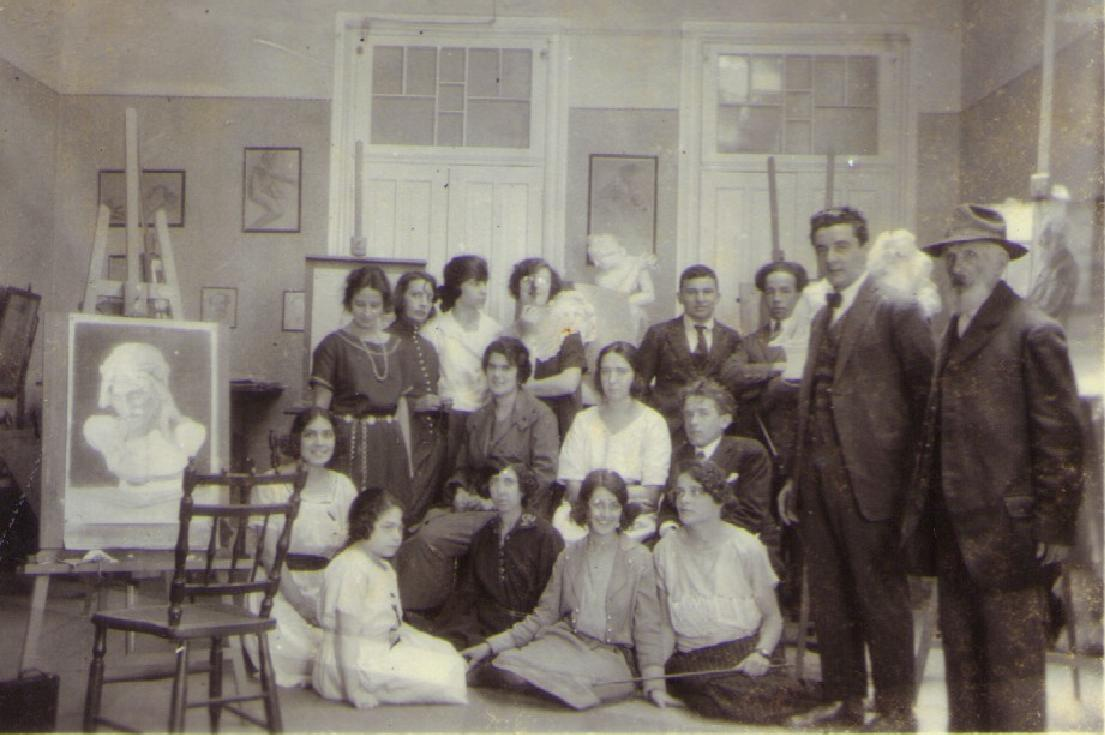
Estudiantes en el estudio del Instituto de Artes en 1925, con los profesores Luis Augusto de Freitas, Libindo Ferrás y Francis Pelichek.

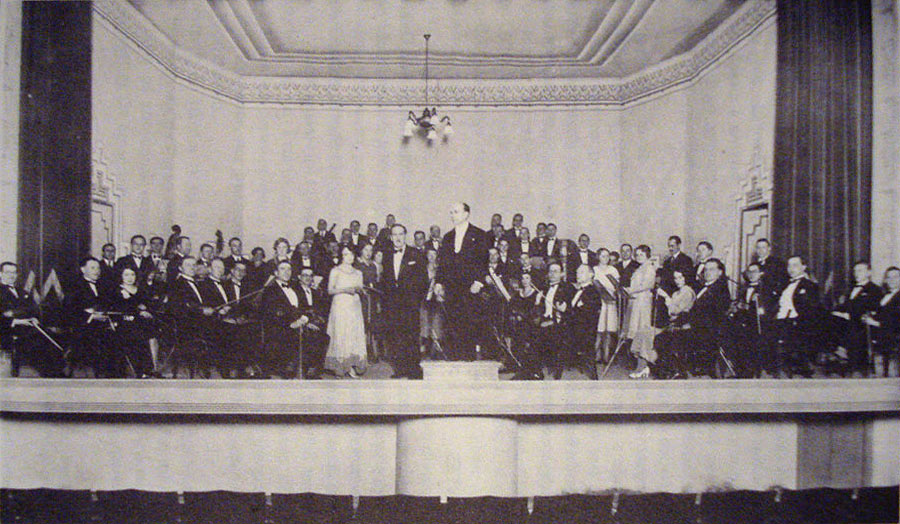
Concierto en el Club Haydn en 1931

Otro hito fue la fundación, en 1908, del Instituto Libre de Bellas Artes, antecesor del actual Instituto de Artes de la UFRGS, incluyendo cursos de música y artes plásticas, que concentró la producción artística en la capital y fue prácticamente la única referencia institucional significativa en el estado hasta mediados de la década de 1950 en los campos del estudio, la enseñanza y la producción artística. El Instituto "fue creado por aficionados al arte como culminación del proyecto civilizatorio formado por las escuelas gratuitas de enseñanza superior y que constituyó el origen de la primera universidad de la región", pero pronto los profesionales se incorporarían y "asumirían su condición de agentes, comenzando a expresar la autonomía del arte, haciendo uso de su lugar institucional". En el Instituto se formaron algunos de los nombres más notorios de la pintura local de principios de siglo, como Oscar Boeira, Libindo Ferrás y João Fahrion, además de artistas foráneos como Eugênio Latour, Francis Pelichek y Luís Maristany de Trias, preparando un alumnado mayoritariamente femenino.
En música, el Club Haydn, formado en su mayoría por aficionados, desempeñó un papel importante, organizando numerosos recitales y promoviendo autores europeos y brasileños. Complementaba las temporadas del Teatro São Pedro, donde actuaron estrellas como Arthur Rubinstein y Magda Tagliaferro y se representó la primera ópera de Río Grande del Sur, Carmela, de José de Araújo Viana. La enseñanza musical cualificada fue impartida por el Instituto de Bellas Artes, donde el propio Viana trabajó junto a Max Brückner, Tasso Corrêa y Olinto de Oliveira. En 1925 se creó la Banda Municipal de Porto Alegre, que se convirtió rápidamente en una de las favoritas del público, ofreciendo conciertos de repertorio clásico al aire libre y en teatros. En el mismo año surgió el Centro Musical Porto-Alegrense, que reunió prácticamente a todos los profesionales de la música de la ciudad y dio origen a la Sociedad de Conciertos Sinfónicos, en 1927, y, en la década siguiente, al primer sindicato de la categoría.

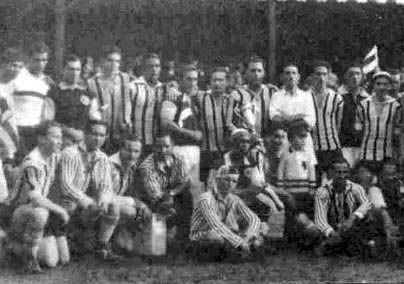
Equipo de Gremio en 1932, campeones estatales

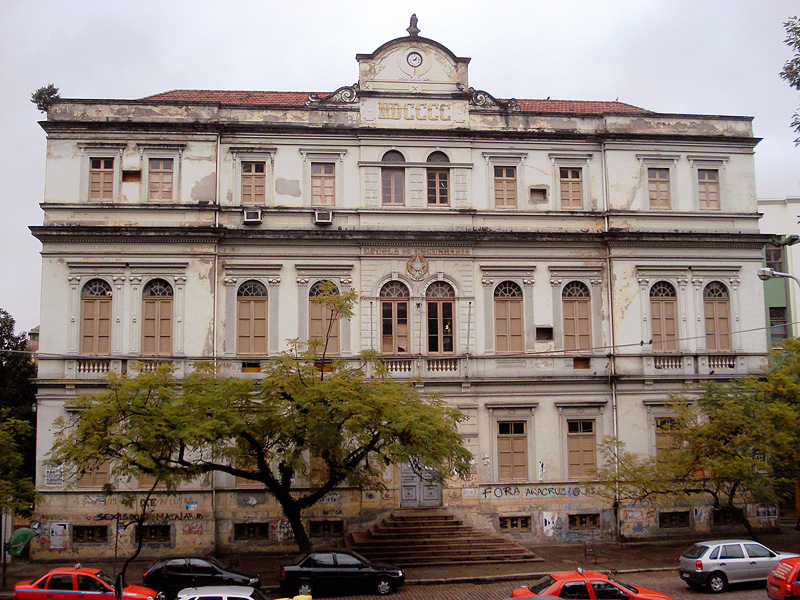
La antigua sede de la facultad de ingeniería, hoy parte de los edificios históricos de la UFRGS

Aparecieron los nombres más importantes de la literatura y de la poesía, como Augusto Meyer, Dyonélio Machado y Eduardo Guimarães, y la actividad de la Biblioteca Pública del Estado, reabierta con grandes ampliaciones en 1922, contribuyó significativamente al impulso de la literatura local.  El cine se volvía extremadamente popular hasta el punto de convertirse en hegemónico en la escena sociocultural a pesar de las críticas que recibía por ser supuestamente un "arte inferior" y una "escuela de vicios" y causar la degeneración del "buen gusto" artístico de la población. El deporte ya contaba con clubes como el Grêmio y el Internacional que se convertirían en grandes fuerzas del fútbol brasileño años más tarde.
La actividad de las primeras facultades, creadas a finales del siglo XIX, también empezaba a dar frutos positivos: Farmacia y Química en 1895, Ingeniería en 1896, Medicina en 1898 y Derecho en 1900.  Como resultado, comenzó a surgir otra categoría social: los estudiantes. Según Nilo Ruschel, éstos, generalmente pertenecientes a la élite, querían ascender socialmente a través de la educación superior y dedicarse más tarde a la política, a la función pública y a las profesiones liberales, y así...

"...aflorava, levantando a cabeça por sobre a massa popular. Buscava destacar-se do vulgo por seus valores próprios, quando não mais precisava buscar em São Paulo, Rio ou Recife, o canudo de doutor. Não havia universidade, mas já nascia o espírito universitário.... uma plêiade seleta de jovens, irrequietos e combativos.... No linguajar predominava o sotaque fronteiriço. Como erva rasteira, brotava entre as pedras da rua como que um panache nativo, uma ufania de casta, temperada no guasquear do minuano. E isso se insinuava em tentativas de exteriorização, de identificação"
"... emergió levantando la cabeza por encima de la masa de gente. Buscó destacar entre la multitud con sus propios valores, cuando ya no necesitaba buscar un título de médico en São Paulo, Río o Recife. No había universidad, pero el espíritu universitario ya estaba naciendo.... un selecto grupo de jóvenes inquietos y combativos.... El acento fronterizo predominaba en su lenguaje. Como una mala hierba rastrera, brotaba entre las piedras de la calle como un "panache" autóctono, una ufanía de casta, atemperada por el soplo del minuano. Y esto se insinuaba en los intentos de exteriorizar, de identificar".

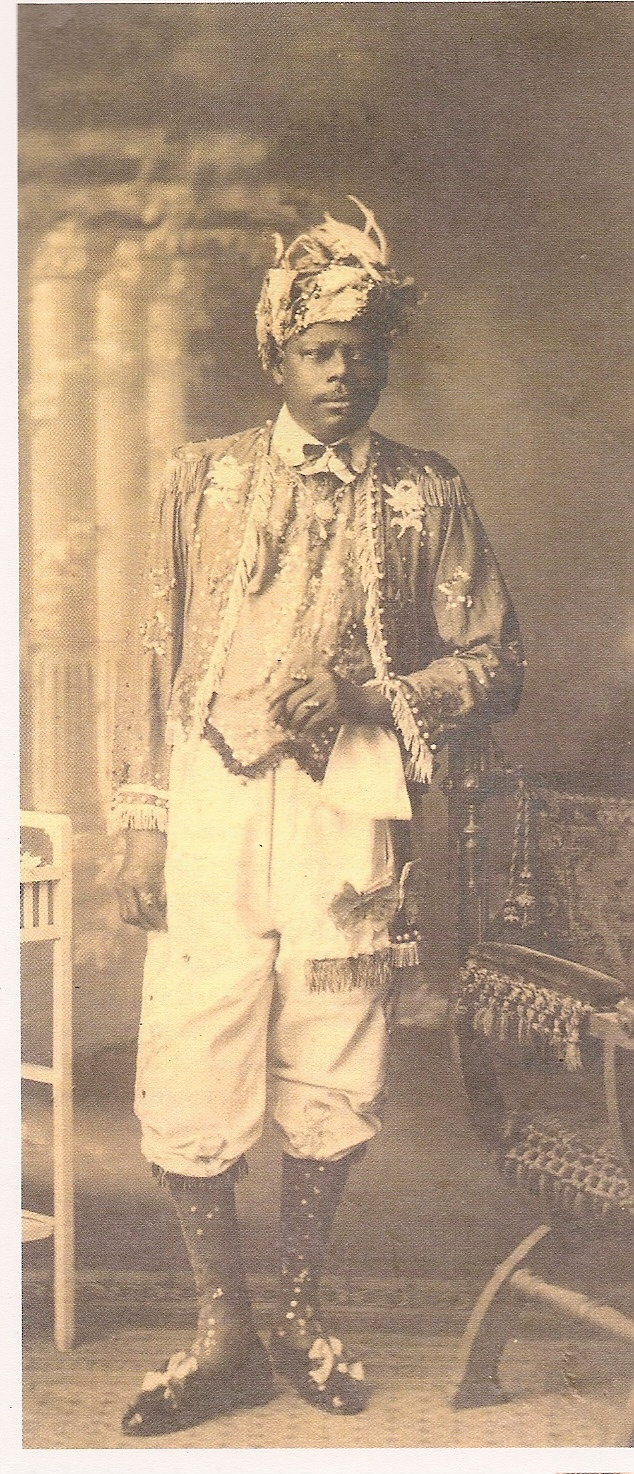
El Príncipe Custodio

La cultura popular también cambió con la significativa afluencia de inmigrantes de diversas partes del mundo, que contribuyeron a dar a Porto Alegre un aire más cosmopolita, pero también fueron causa de diversos conflictos con los antiguos residentes. La influencia de los inmigrantes se manifestó de muchas formas, desde la introducción de nuevos hábitos culinarios hasta la popularización de nuevas jergas, con la formación de comunidades con costumbres propias. Las crónicas de la época mencionan varios personajes populares muy conocidos en la ciudad, como "Ratinho", músico ambulante y actor callejero, "pretinho Adão", vendedor de periódicos que hacía gala de sus habilidades acrobáticas y siempre iba acompañado del ciego "Alemãozinho", y "Maria Chorona", personificación de las mujeres de clase baja que luchaban por sobrevivir en pequeños oficios callejeros, herederas de la tradición de las verduleras y lavanderas y que se ganaron el apodo por el estilo lamentoso o sensacionalista de sus prédicas. Por otra parte, en esta época las mujeres empezaban a independizarse de la tutela masculina y -a un precio, todo hay que decirlo- se afianzaron en la escena pública, adoptando a veces comportamientos ostentosamente transgresores, como fumar y llevar el pelo corto.
Otra figura popular que merece ser recordada por su singularidad e influencia a principios del siglo XX fue Custódio Joaquim de Almeida, tradicionalmente considerado un príncipe africano, título que ahora ponen en duda algunos historiadores. Era una personalidad extravagante y misteriosa; se decía que tenía poderes curativos, que conocía las hierbas medicinales y, según algunas fuentes, prestaba asistencia espiritual, así como asesoramiento en asuntos de gobierno a poderosos políticos de la época, entre ellos Júlio de Castilhos, Borges de Medeiros y Getúlio Vargas, lo que investigaciones recientes consideran poco probable. En cualquier caso, es un hecho que fue un líder religioso y comunitario. Su figura estuvo rodeada de un rico folclore e inspiró la veneración de muchos. Es una referencia en la historia de las religiones africanas en el estado y se convirtió en un símbolo contemporáneo de la lucha antirracista y de la libertad de culto. Cuando murió en 1935, una multitud asistió a su funeral.

### Años 1930

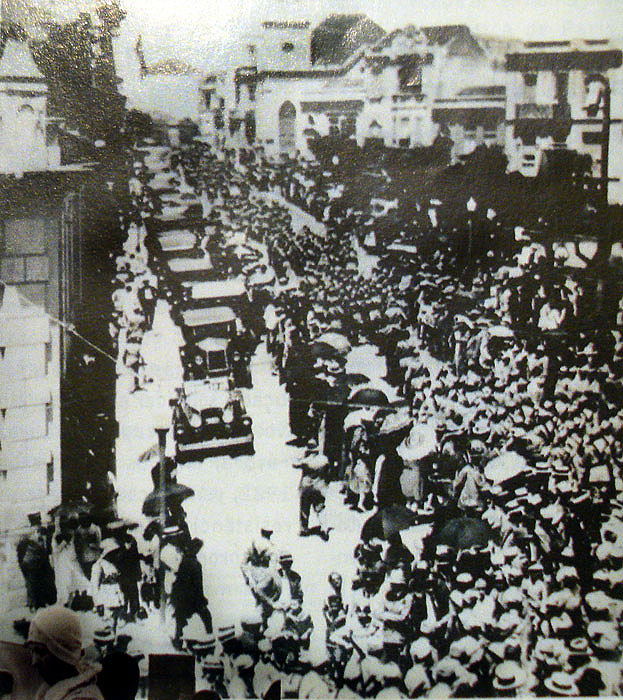
Manifestaciones populares en Porto Alegre apoyando la Revolución del 30

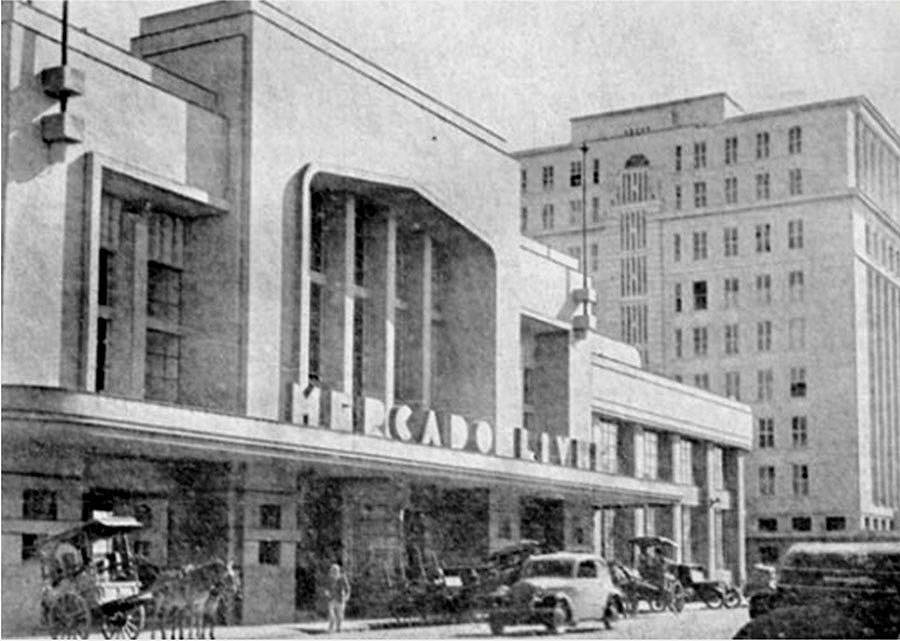
Arquitectura de los años 30: el desaparecido Mercado Livre, y al fondo el Palácio do Comércio, que aún existe

Con la inesperada muerte de Otávio Rocha en 1928, su vicepresidente Alberto Bins asumió el cargo de forma interina, presentándose ese mismo año como candidato y ganando las elecciones. Las recién inauguradas avenidas centrales de la ciudad pasaron a llamarse sintomáticamente Avenida Júlio de Castilhos y Avenida Borges de Medeiros. Otávio Rocha, intendente recientemente fallecido fue homenajeado con una calle, una plaza y el primer viaducto de la ciudad.
Cuando estalló la Revolución de 1930, que puso al gaúcho Getúlio Vargas al frente de la nación y señaló el fin de la República Velha, las repercusiones en Porto Alegre fueron dramáticas, registrándose varios episodios de tiroteos y enfrentamientos callejeros, indicio de que la tradición de belicosidad del gaúcho seguía muy viva a través del uso de prácticas autoritarias y violentas por parte del poder público. Según Ruschel, en determinados momentos el centro de la ciudad se transformaba en "un decorado de película del Salvaje Oeste".
Aunque el "Plan General de Mejoras" continuó como base del proyecto político-administrativo de reformas y modernización, algunos cambios fueron necesarios. Edvaldo Paiva y Ubatuba de Faria, empleados del municipio, y Arnaldo Gladosch, contratado en Río de Janeiro, esbozaron algunos experimentos para reorganizar el tejido urbano central de acuerdo con los principios modernos pero ninguno se aplicó plenamente. Al mismo tiempo, se ideó otro modelo para la expansión periférica y horizontal de la ciudad. Para varios barrios o subdivisiones residenciales, los técnicos propusieron una interpretación local del prototipo de "ciudad jardín", con un trazado orgánico, edificios aislados de baja escala y densa vegetación, cuyos mejores ejemplos son Vila Jardim, Vila Assunção y Vila Conceição.
Continuó el terraplenado de las márgenes del Guaíba y también se inició la urbanización de la Várzea da Redenção y la forestación de otras zonas de ocio. Se pavimentaron las calles y se ampliaron las redes de agua, alcantarillado y electricidad. Bins tenía la ventaja de ser un próspero descendiente de inmigrantes alemanes y estaba bien relacionado con su influyente comunidad, llegando incluso a ser su representante en el Partido Republicano y en el Parlamento. También se relacionó con importantes grupos de la burguesía comercial e industrial de la ciudad, lo que contribuyó a mejorar las condiciones de vida del proletariado, al que apoyó fundando un Comité que los representara y creando sindicatos.
Otra de sus grandes obras fue la organización, en 1935, de la Exposición del Centenario Farroupilha, la mayor exposición general que Porto Alegre había visto en toda su historia, y que, al construir sus pabellones en estilo modernista, influyó decisivamente en la evolución de la arquitectura de la ciudad hacia el surgimiento de una versión típicamente local y original del modernismo arquitectónico.  El eje monumental de la Exposición terminaba en un inmenso Pabellón de la Industria Gaucha, que debía mostrar a todo Brasil el impulso modernizador y de progreso hacia el futuro del Estado. En aquella época ya se percibían señales del inicio de la verticalización del perfil urbano con la aparición de bloques planos y edificios comerciales. Con la continua expansión del tejido urbano, surgieron los barrios de Montserrat, Petrópolis y Partenon, ocupados por la clase media. Alberto Bins gobernó la capital hasta 1937. En vísperas de su partida, la ciudad atravesaba una crisis, con una parte significativa de los contribuyentes pidiendo una moratoria.
Mientras tanto, Getúlio Vargas se acercaba a Alemania, Río Grande del Sur aumentaba allí sus exportaciones de cuero y tabaco, y los numerosos alemanes de Porto Alegre, así como toda la colonia alemana del estado, que en aquella época sumaba más de 900.000 personas, se mostraron muy organizados, y varios se enriquecieron y alcanzaron posiciones de destaque en la ciudad y en el campo, como el propio Alberto Bins, e incluso hubo una serie de periódicos en alemán para ese público específico donde se discutía desde política hasta tecnología agroindustrial. Los tres periódicos alemanes de Porto Alegre, Vaterland, Neue Deutsche Zeitung y Deutsches Volksblatt, eran todos pro-nazismo, en diversos grados. Con las simpatías del gobierno federal volcadas hacia Alemania y su régimen, y con la comunidad local igualmente animada, la ciudad pronto fue testigo de marchas con batallones de jóvenes uniformados portando banderas con la cruz gamada.

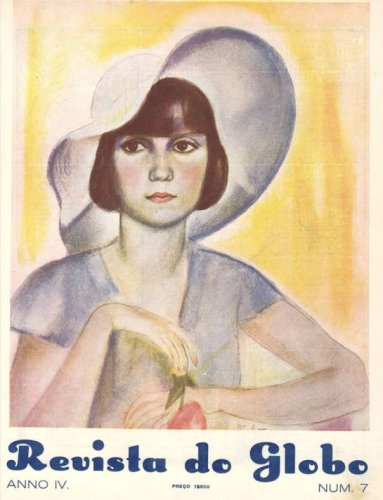
Portada de Revista do Globo, 1932, con ilustración de Francis Pelichek

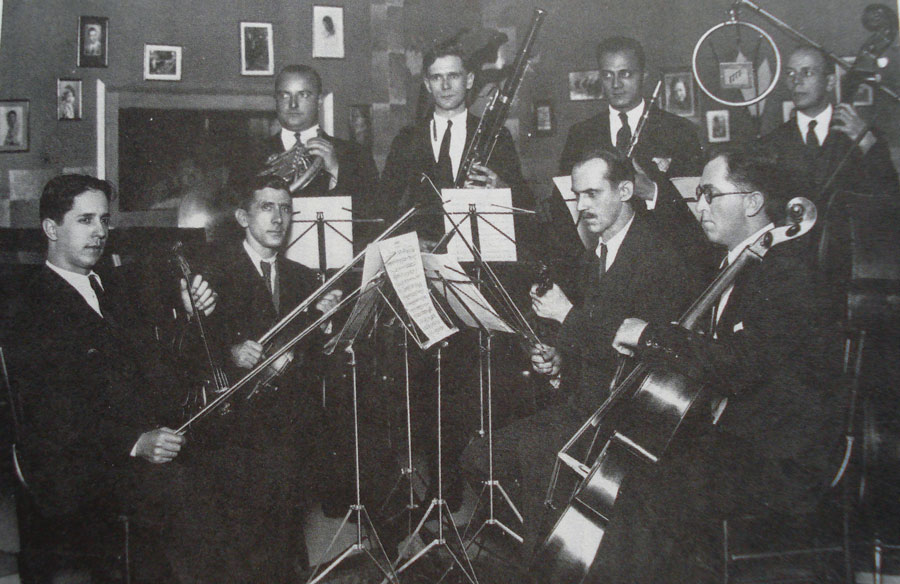
Transmisión de un recital de música clásica por Rádio Sociedade Gaúcha en 1935

Pero no todos estaban de acuerdo con el curso de los acontecimientos. Intelectuales como Érico Veríssimo y Dyonélio Machado, irritados por el clima opresivo y sintiéndose alineados con la cultura y el arte de Estados Unidos, fundaron el Instituto Brasileiro Norte-Americano en 1938.  Gran parte de la actividad cultural tenía lugar en los cafés, especialmente en la Confeitaria Central, la Confeitaria Rocco, el Chalé da Praça XV y el Café Colombo. Se formó el llamado Grupo del Café Colombo, integrado por algunas de las figuras más destacadas del mundo cultural de la época, como Mario Quintana, Dante de Laytano, Walter Spalding Barbosa Lessa, Theodomiro Tostes, Moysés Vellinho, Dyonélio Machado, Pedro Wayne, Telmo Vergara, Raul Bopp, Radamés Gnatalli, Fernando Corona y Augusto Meyer. El Café Central era el centro de concentración de los políticos. Los casinos y clubes ofrecían programas culturales con música, danza y espectáculos escénicos, generalmente de carácter popular, y el Teatro São Pedro continuaba siendo el centro de la música clásica y el teatro.
Pedro Weingärtner murió en 1929 ya medio olvidado por el público, enterrando con él la tradición del academicismo riguroso. Por entonces, el modernismo ya suscitaba intensos debates entre las élites y los artistas sobre los nuevos rumbos que tomaba el arte. La nueva estética fue introducida en Porto Alegre, en primer lugar, por las artes gráficas, con especial énfasis en las ilustraciones de la Revista do Globo, que tenía una gran tirada y mantenía en sus talleres a un grupo de talentosos ilustradores, algunos de los cuales definirían más tarde el perfil de todo el mejor arte local y estatal. Entre ellos estaban Ernest Zeuner, Edgar Koetz, Francis Pelichek y João Fahrion. Al mismo tiempo, el Instituto de Artes, donde enseñaban algunos de estos artistas, también se abría a la afluencia de nuevas ideas, especialmente bajo la dirección de Tasso Corrêa, a partir de 1936, y se proyectaba entonces a escala nacional.
La radio pasó a desempeñar un papel importante en la difusión cultural, tanto en el ámbito popular como en el erudito, produciendo radionovelas y radioteatro, conciertos en vivo, además de servir como foro de debates políticos y fuente de entretenimiento sencillo y sin concesiones llegando a un público cada vez más amplio y diverso. Pronto, sin embargo, adquirió una base fuertemente comercial. En la educación, fue importante en esa época la creación de la Universidad de Porto Alegre, estatal y antecesora de la UFRGS, mientras ya funcionaban grandes escuelas, como el Anchieta, el Júlio de Castilhos y el Rosário.

## Crecimiento en la ola del Modernismo
En 1940 el municipio contaba con cerca de 385.000 habitantes y sus índices de crecimiento eran positivos para la industria, la construcción, la educación, la sanidad, la electrificación, el saneamiento, el movimiento portuario, los transportes y las obras de urbanización. Se incrementaron las conexiones viales y aéreas con el centro de Brasil y se expandió la red ferroviaria hacia el interior del estado. Según Olavo Ramalho Marques, José Loureiro da Silva, sucesor de Bins, es recordado como uno de los máximos responsables de la modernización de la ciudad, alejándola de una herencia colonial obsoleta y conduciéndola hacia el estatus de metrópoli o, al menos, preparándola para ello. Comenzó su gobierno bajo el Estado Novo de Getúlio Vargas, fue nombrado por éste para la alcaldía y gobernó con la Cámara Municipal cerrada, en una transición que distó de ser pacífica. Sin embargo, era un gobernante popular y, aunque era hombre de confianza de Getúlio, a través del cual podía ejercer un poder autoritario, decidió crear el Consejo del Plan Director que proponía un nuevo modelo de organización urbana con la definición de un plan radial y descentralizado para solucionar los perennes atascos que ya se producían en el centro pues las anteriores reformas del Plan General de Mejoras habían adolecido de la falta de una asignación más coherente y funcional del uso del suelo para las diversas actividades humanas. 

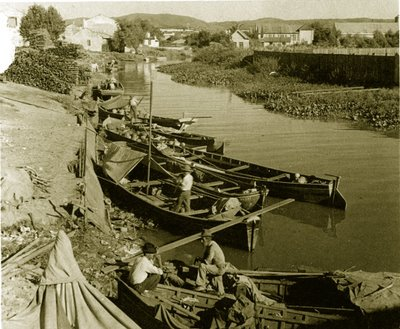
El arroyo Diluvio antes de su canalización

Durante su gobierno se consiguieron importantes hitos urbanísticos y de infraestructuras como la construcción del Puente de Azenha y la canalización del arroyo Diluvio, causante de numerosas inundaciones, la apertura de grandes avenidas como la Farrapos, Salgado Filho y André da Rocha, así como la prolongación de la Borges de Medeiros y de la João Pessoa. Esto exigió la demolición de otras innumerables mansiones antiguas del centro lo que hizo que los alquileres aumentaran y redujo la oferta de viviendas para las clases trabajadoras empujándolas a barrios más alejados.
Otro aspecto interesante de su gestión fue la intensificación de los debates en torno a la definición de una versión oficial de la historia de la ciudad estableciendo como punto de partida la concesión de tierras al sesmeiro Jerônimo de Ornellas, y no el inicio real del poblamiento. Para ello contó con la ayuda del Instituto Histórico y Geográfico de Río Grande del Sur coordinado por el historiador Walter Spalding que culminó con la publicación del primer estudio histórico completo de Porto Alegre, el libro de Spalding "Porto Alegre: biografia duma cidade" (1941), con más de 700 páginas y abundante documentación anexa, Una obra que, en realidad, fue más que un logro cultural, fue también un acto político destinado a legitimar su gestión y exaltar el progreso y el brillante futuro de la ciudad.
El impacto de la Segunda Guerra Mundial se dejó sentir en la ciudad. Las dificultades impuestas al comercio internacional crearon escasez de diversos bienes, pero, por otro lado, estimularon el surgimiento de nuevas industrias, principalmente metalúrgicas, químicas y de tejidos, en torno a las cuales se formaron nuevos barrios, especialmente en el norte, en la zona del cauce del río Gravataí, poblados por personas procedente en gran parte del interior del estado atraída por la acelerada demanda de mano de obra. El fin de la guerra liberó la importación de vehículos y el uso de gasolina, lo que llevó a la expansión de la flota privada y pública impulsando los servicios de transporte público. Ante la falta de recursos para atender las crecientes necesidades sociales, el municipio recurrió a ampliar el área legal de la zona urbana, posibilitando el aumento de la imposición tributaria y la apertura de vastas áreas a la subdivisión lo que resultó contraproducente, ya que al urbanizar terrenos rurales alejados del centro densificado y urbanizado se vio obligado a ampliar allí los servicios públicos con un coste excesivamente elevado. Como consecuencia, los sistemas de transporte, saneamiento y agua corriente se enfrentaron a una crisis de adaptación. El perfil de la ciudad estaba cambiando rápidamente bajo la presión del crecimiento, y el explosivo aumento de población de los años 40, cuando superó los 350.000 habitantes, exigió una rápida actuación en la planificación de las zonas residenciales en expansión, lo que requirió el diseño de soluciones a gran escala. Al final de la década, el aumento de la población ya mostraba su lado oscuro con la presencia de varios focos de "favelización" en la periferia y el crecimiento de la violencia y la marginación. Uno de los acontecimientos más impactantes de aquellos veinte años fue la gran inundación de 1941 que dejó 80,000 damnificados, inaugurando una nueva actitud hacia el Guaíba. Desde entonces, la ciudad se ha ido aislando progresivamente del lago. Y cabe destacar el inicio de la movilización de los negros con la fundación en 1943 de la União dos Homens de Cor que, cinco años más tarde, se habría ramificado a otros diez estados de la federación.

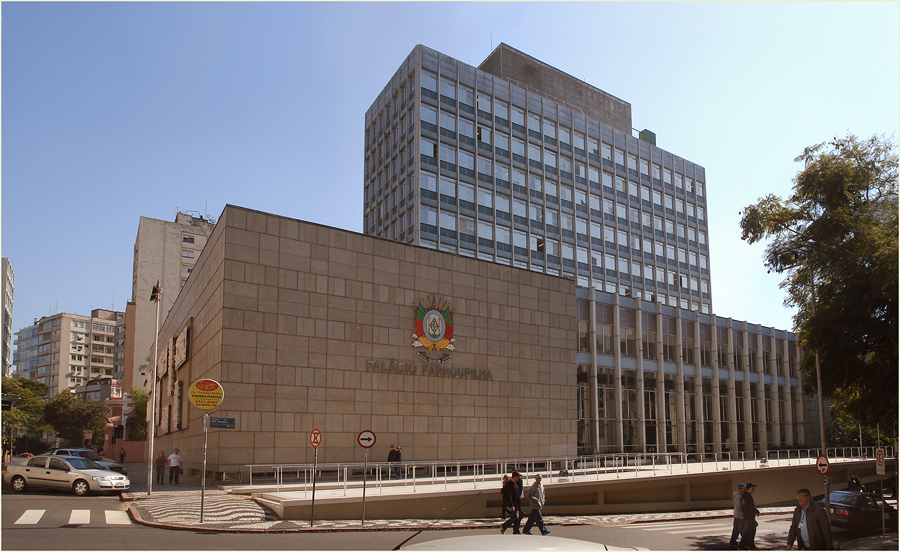
El Palacio Farroupilha.

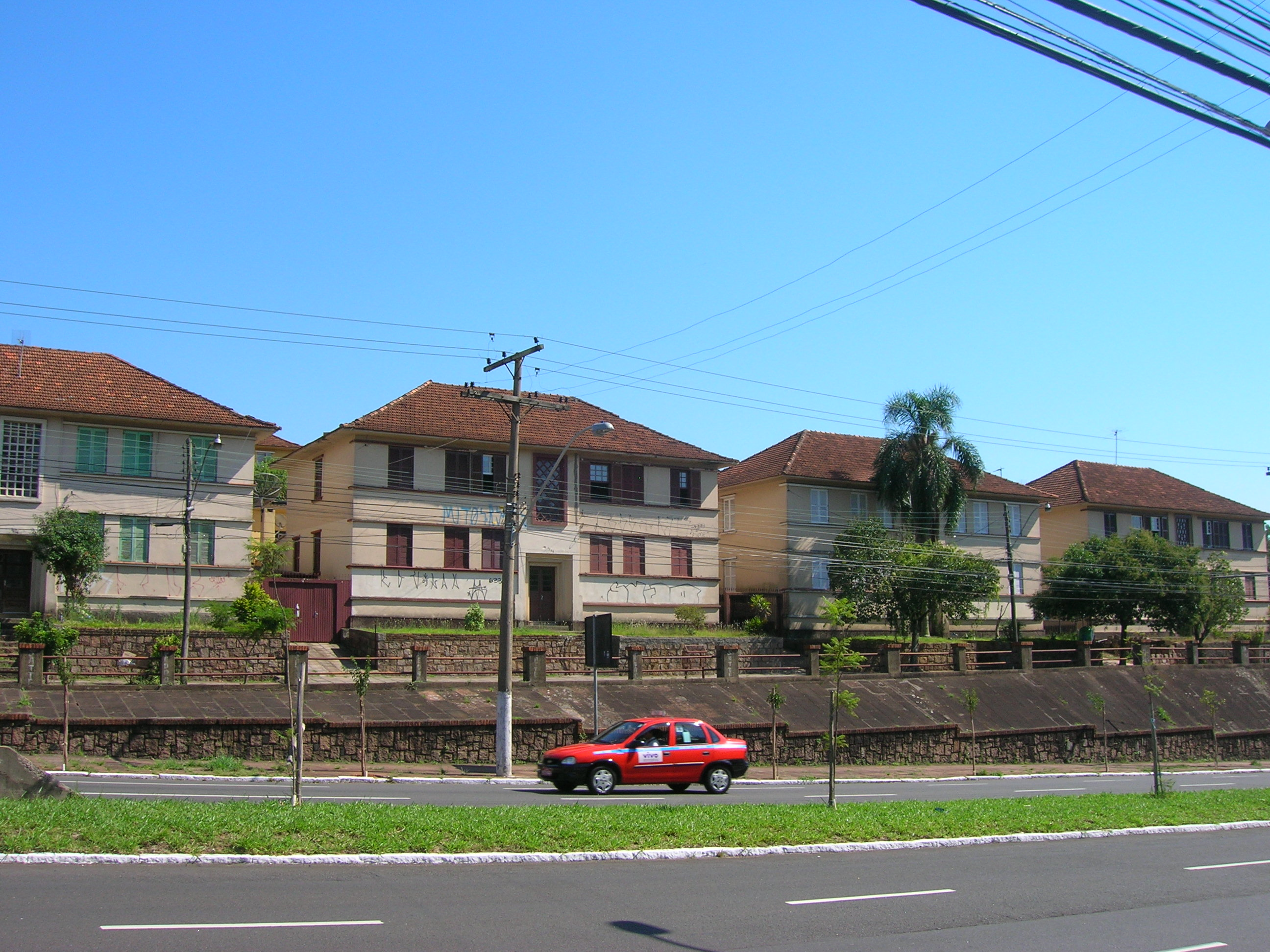
Algunos edificios de Vila do IAPI, vistos desde la Avenida Plínio Brasil Milano

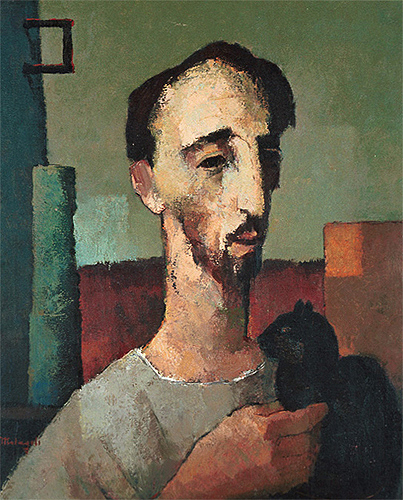
O gato preto, de Ado Malagoli, 1954, colección MARGS. Malagoli fue Superintendente de Enseñanza Artística de la Secretaría de Estado de Educación y Cultura y revolucionó la enseñanza del arte. Fue el fundador y primer director del MARGS y uno de los principales agentes de la consagración institucional definitiva del Modernismo en las artes visuales, además de dejar una importante obra pictórica.

A principios de la década de 1950, la influencia del modernismo arquitectónico se hizo dominante. Durante este período se construyeron grandes edificios públicos con líneas más actuales como el Palacio Farroupilha, sede de la Asamblea Legislativa, el Palácio da Justiça, el Hipódromo do Cristal, el Hospital Fêmina, la antigua sede del Aeropuerto Salgado Filho, la Facultad de Farmacia de la UFRGS y varios edificios residenciales como los edificios Jaguaribe y Esplanada.
Ildo Meneghetti, alcalde muy popular, dejó importantes obras, priorizando la vivienda popular, ejemplificada en la Vila do IAPI, hoy patrimonio cultural del municipio, mejora de los abastecimientos y del transporte público, incluyendo, en 1953, la absorción del servicio de tranvías, que a partir de entonces pasó a ser gestionado por la Companhia Carris Porto-Alegrense, empresa pública municipal. Fue getulista continuando en cierto modo la larga tradición iniciada en el estado por Júlio de Castilhos y que había servido de inspiración al propio Getúlio Vargas. Cuando se suicidó en Río de Janeiro, en 1954, se produjeron violentas manifestaciones callejeras en la ciudad que acabaron con los Diários Associados incendiados por la multitud. Leonel Brizola asumió entonces la alcaldía dando el poder al laborismo del Partido Laborista Brasileño e iniciando su propia "escuela" política.
A finales de la década de 1950, el centro urbano ya estaba repleto de edificios de considerable altura y la ciudad podía considerarse perfectamente una de las grandes capitales de Brasil, con una variada red de servicios y una economía activa. Con cerca de 400.000 habitantes ya había celebrado su primera Feira do Livro, contaba con un museo especialmente dedicado a las artes, el MARGS, una universidad federal, la UFRGS, conciertos de su nueva orquesta sinfónica, la OSPA, y nombres como Mário Quintana, Aldo Obino, Lupicínio Rodrigues, Dante de Laytano, Aldo Locatelli, Manuelito de Ornelas, Paixão Côrtes, Walter Spalding, Bruno Kiefer, Túlio Piva, Barbosa Lessa, Armando Albuquerque, Ado Malagoli, Ângelo Guido y los miembros del Club de Grabado de Porto Alegre, entre muchos otros, ya se había convertido en una referencia en los campos de la literatura, la poesía, la historiografía, el tradicionalismo y el folclore, las artes plásticas, la música y la crítica de arte..
En aquella época, la rúa da Praia se había convertido en uno de los lugares más glamurosos de la ciudad donde la élite desfilaba entre cines, cafés y tiendas de lujo. De hecho, en aquella época parecía definitivamente establecido el papel que la rúa da Praia venía desempeñando en la cultura urbana desde mucho antes, el de eje vertebrador de la ciudad y principal arteria de circulación de mercancías e ideas, centro aglutinador e irradiador de tendencias y cultura, y emblema de identidad para los habitantes de Porto Alegre. Incluso se había convertido en un tema o escenario recurrente en la producción cultural de la ciudad.
Sin embargo, como dice Monteiro, la visión idílica que aún hoy se tiene de la década de 1950 en Porto Alegre, los llamados "años dorados", con su efervescencia cultural, con los famosos bailes en el rectorado de la UFRGS, las motonetas de la "juventud perdida", el crecimiento económico, la estabilidad social y los nuevos hábitos de consumo y diversión, generalmente no tiene en cuenta la profundización de las diferencias sociales entre las clases y la segregación que se produjo durante este periodo, hecho revelado por la rápida expansión de las favelas y la "higienización" de los barrios nobles para uso exclusivo de las élites.
A finales de los años 50, se implantó finalmente el primer Plan Director de Porto Alegre, compuesto por Edvaldo Paiva y Demétrio Ribeiro, basado en la Carta de Atenas, y apoyado por una legislación específica. Para Helton Bello, este plan acentuó la verticalización de la ciudad, haciendo que Porto Alegre

".... experimentara el mayor auge de la construcción de su historia, lo que alteró significativamente la morfología urbana.... Los principios básicos del Modernismo se convirtieron en un instrumento legal a través de parámetros para la estructuración de la ciudad. Estas normas consistían en la racionalización de actividades, viales y la institución de índices urbanísticos (densidad, edificabilidad de la parcela, retranqueos y altura de los edificios), que se aplicaban en función del crecimiento de las zonas urbanizadas.

### La recreación del gaúcho

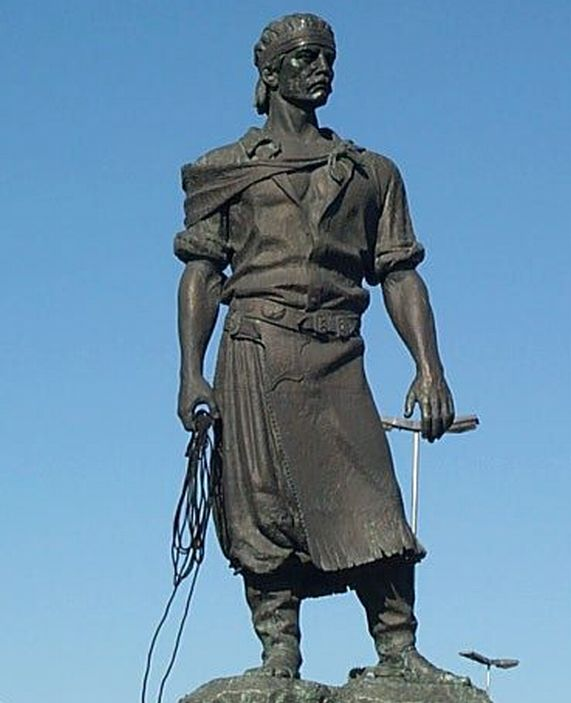
Antônio Caringi: O Laçador, estatua idealizada del gaúcho para la que Paixão Cortes realizó un modelo en 1954. Inaugurada en 1958, hoy es el símbolo de la ciudad, elegido por votación popular.

Este período estuvo marcado por la consolidación de un movimiento cultural que tendría importantes repercusiones posteriores: el resurgimiento en el medio urbano de las raíces y tradiciones rurales que por entonces se habían convertido en el hazmerreír de los habitantes de la ciudad debido a la enfática promoción oficial de los ideales de progreso y modernidad en las décadas anteriores que habían internacionalizado y urbanizado masivamente la cultura local. En Porto Alegre nació el tradicionalismo gaúchesco, hoy institucionalizado en el Movimiento Tradicionalista Gaúcho. Luego aparecieron Barbosa Lessa y Paixão Cortes como figuras destacadas de este proceso iniciando una serie de estudios de antropología cuando esta ciencia apenas era reconocida en el estado. Su búsqueda, sin embargo, estuvo originalmente más ligada a un deseo de reconstrucción histórica que de interpretación. El 24 de abril de 1948, aquellos folcloristas, junto con un grupo de jóvenes estudiantes, habían fundado el primer Centro de Tradiciones Gaúchas de la ciudad, el CTG 35. Allí tomaban mate e imitaban las costumbres de los "campeiros", incluyendo la charla que los peones entretenían en los graneros de las estancias. Barbosa Lessa recuerda que

"... no pretendíamos revolucionar el mundo, aunque no estuviéramos de acuerdo con el tipo de civilización que se nos imponía en todos los sentidos (...) no pretendíamos escribir sobre el gaúcho o el granero: desde el primer momento, encarnamos la figura del gaúcho en nosotros mismos, vistiéndonos y hablando a la moda del granero, y nos sentíamos dueños del mundo cuando nos reuníamos alrededor del fuego los sábados por la tarde.".

Desde entonces, el movimiento tradicionalista fue ganando visibilidad lentamente, teniendo a la capital como su centro irradiador y convirtiéndose en un verdadero modo de vida para muchas personas en los centros urbanos. En la década de 1960 aparecieron artículos y conferencias sobre el tema, así como la figura de Teixeirinha, un fenómeno de popularidad. A partir de la década de 1970, comenzaron a organizarse diversos festivales de música gaúcha por todo el Estado, que dieron paso a expresiones políticamente comprometidas que propiciaron una integración entre regionalismos de diversos países del Cono Sur, cuyas historias tenían muchos puntos de contacto. Finalmente, a partir de la década de 1980, el ritmo de ese proceso se aceleró enormemente hasta el punto de obtener el respaldo de la cultura oficial, atraer simpatizantes de otros orígenes étnicos y culturales, como alemanes e italianos, e inspirar la creación de centenares de CTG a través de las fronteras estaduales e incluso en el extranjero.

## Crisis social y los "años de plomo"

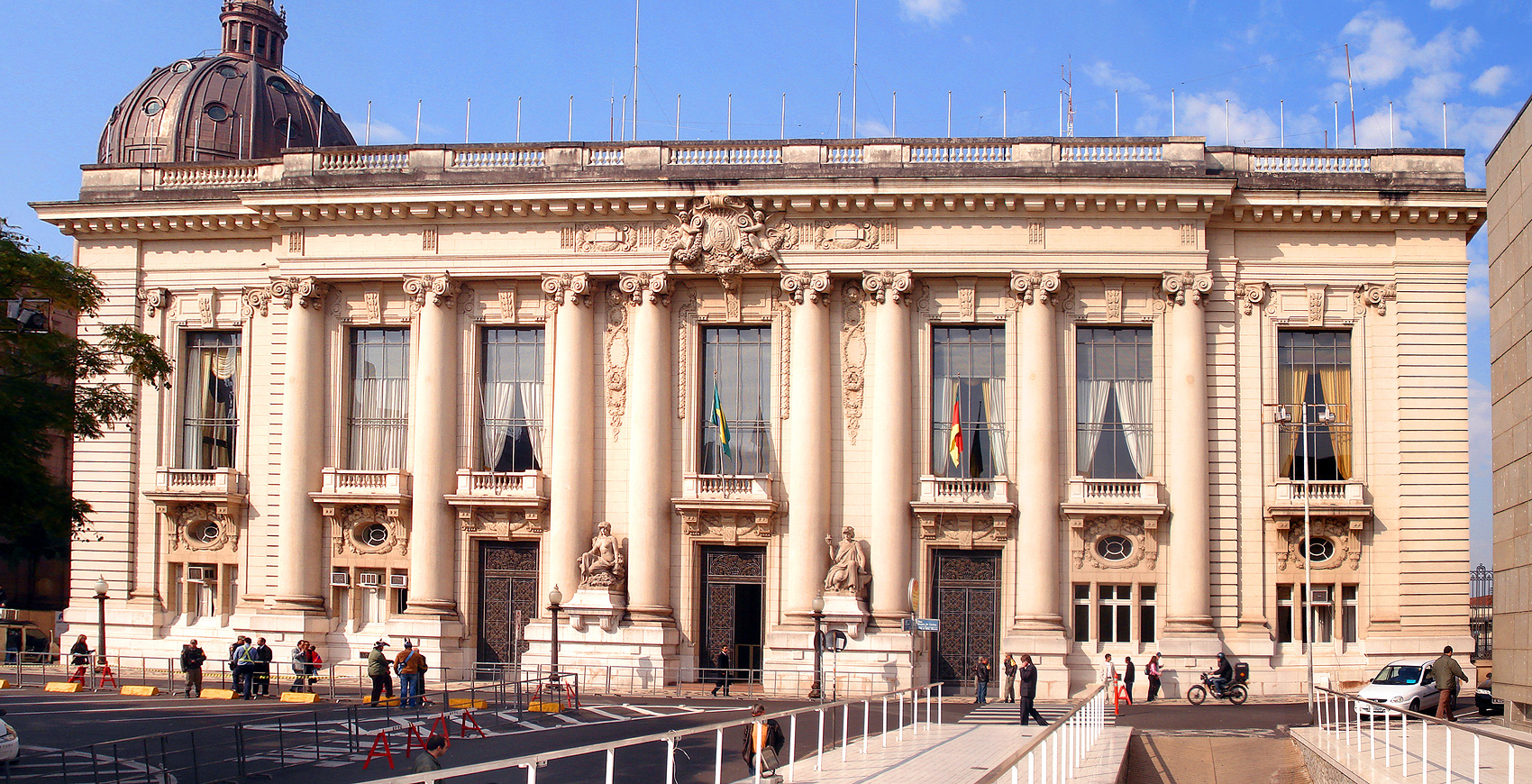
El Palacio Piratini

En la década de 1960, la vida bohemia de la capital reunió a un importante e influyente grupo de intelectuales y productores artísticos alineados con el existencialismo y el comunismo, lo que le dio una fuerte coloración política. Se representaban regularmente obras de teatro de vanguardia, con planteamientos polémicos y desafiantes; las artes plásticas mostraban un arte realista/expresionista de carácter social, que a veces adquiría un tono panfletario. Destacan la obra de grandes artistas como Francisco Stockinger, Vasco Prado e Iberê Camargo. La Livraria Vitória se convirtió en el mayor escenario de discusión filosófica y política.
Al mismo tiempo, Loureiro da Silva recuperó la alcaldía con el objetivo de sanear sus finanzas. También invirtió fuertemente en obras, completando la pavimentación de 150 calles, construyendo 18 plazas públicas y obteniendo fondos del gobierno de Jânio Quadros para sanear la cuenca del arroyo Dilúvio y pavimentar la Avenida Ipiranga. En el área de la educación, inauguró 85 nuevos edificios escolares y dejó otros 27 en construcción.
Sin embargo, durante el gobierno de Jânio, las actitudes políticas nacionales se polarizaron mucho entre la derecha y la izquierda, lo que también se reflejó dramáticamente en la ciudad. Con motivo de la dimisión de Jânio, el 25 de agosto de 1961, que provocó una crisis institucional en Brasil, Brizola, ahora gobernador, comenzó a articular el movimiento "Legalidad", de acuerdo con diversos líderes políticos, sindicales y estudiantiles, organizando una gran marcha pero el día 27 Radio Gaúcha fue silenciada por una intervención militar. Brizola requisó inmediatamente Radio Guaíba y puso en marcha una red de radio por la legalidad. Al día siguiente, el gobierno federal ordenó el bombardeo del Palacio Piratini y una fuerza naval fue enviada para intervenir en el estado. Nuevas manifestaciones populares apoyaron el movimiento que contaba con el respaldo de la Iglesia Católica y el comando de la 3ª División del Ejército. En ese momento, el palacio estaba rodeado de barricadas. Sin embargo, los soldados encargados de preparar los aviones de bombardeo en la base de Canoas se negaron a cumplir la orden, por lo que el palacio se salvó.
Los acontecimientos se precipitaron. João Goulart, sucesor de Jânio, tomó medidas populistas que disgustaron a los sectores dominantes, el miedo al comunismo acabó triunfando y Porto Alegre fue escenario de importantes movimientos políticos que llevaron a la realización del Golpe Militar de 1964 liderado por el entonces gobernador Ildo Meneghetti. Una vez más, el pueblo se manifestó en diversas concentraciones y marchas tanto a favor como en contra del golpe, enfrentándose en ocasiones a la represión de la Brigada Militar, con centenares de detenciones. Una vez que los militares aseguraron su dominio, con el apoyo de Estados Unidos que estaba dispuesto a intervenir si había resistencia, impusieron un programa de censura sistemática a todas las expresiones contrarias. Se destituyó a políticos, se cerraron sindicatos, se prohibieron periódicos y se despidió y persiguió a varios profesores de la UFRGS. Al mismo tiempo las persecuciones se extendieron al ámbito religioso, con la represión de los cultos afro.

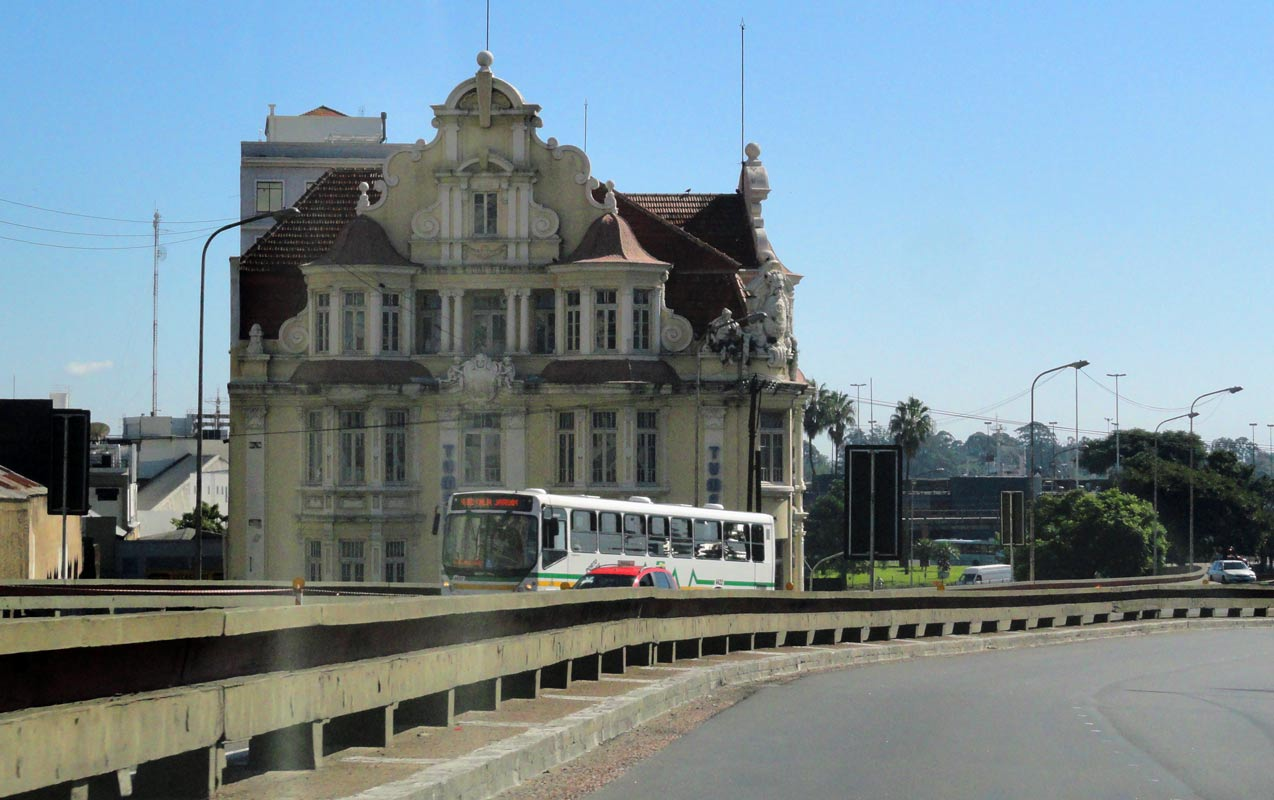
La Elevada da Conceição mostrando la asfixia del edificio Ely. En un momento dado, la Elevada pasa a menos de tres metros del segundo piso del edificio

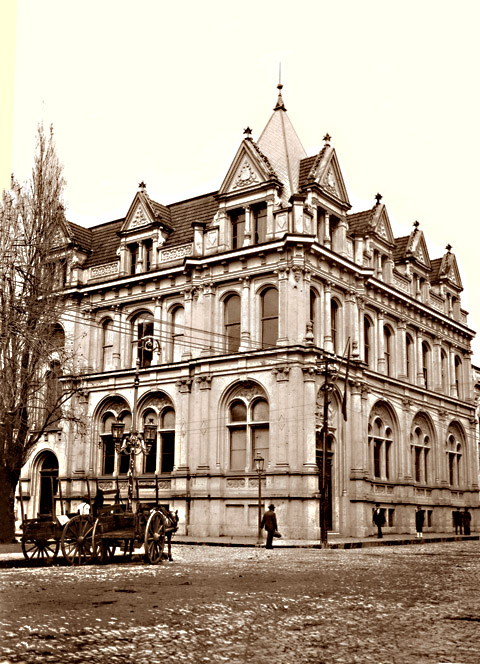
La imponente y antigua sede de la Caixa Econômica Federal en Porto Alegre, demolida en la década de 1970

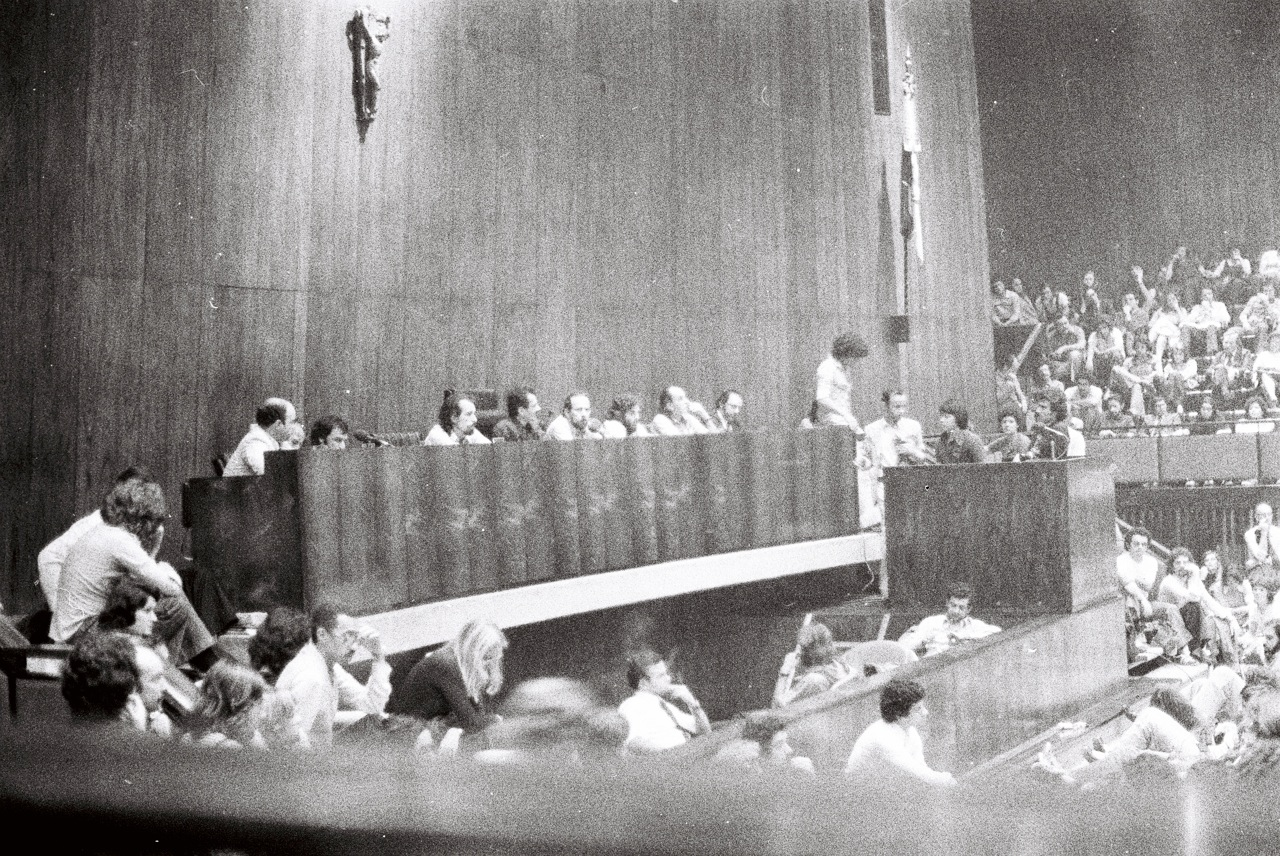
Evento de la semana de debates culturales y repudio a la dictadura militar en la Asamblea Legislativa de Río Grande del Sur. Foto de Luis Geraldo Melo, 1975

Thompson Flores, que asumió en 1969, tuvo un gobierno caracterizado por grandes obras, especialmente en el área de transportes, favorecido por el auge económico del Milagro brasileño, cuando el PIB del país crecía a un vertiginoso promedio de 11,2% al año. Desactivó el tranvía e incentivó el transporte en automóvil. Construyó seis grandes viaductos pero el planteamiento técnico de los proyectos, por regla general, desatendió la voluntad popular a la hora de priorizar inversiones y aspectos elementales de paisajismo urbano -véase el caso paradigmático de la destrucción del entorno y la perspectiva del Edificio Ely, importante edificio histórico, con la construcción de la Elevada da Conceição, una brutal intervención urbanística en pleno centro histórico. En este progresivo empeño, desaparecieron innumerables edificios antiguos, algunos de gran importancia histórica y arquitectónica. En su gestión también se inauguraron el Parque Moinhos de Vento y la nueva Estación Rodoviaria, la creación del popular barrio de Restinga, la construcción de un gran complejo viario que une las zonas Este y Sur a través del centro histórico, así como la construcción del Muro de Mauá, entre la Avenida Mauá y el muelle del puerto, una obra destinada a evitar inundaciones pero que aún hoy sigue siendo discutida, además de ser acusada de impedir el acceso de la gente al frente marítimo del Guaíba.  Aun así, fue honrado poco antes de su muerte con la Medalla al Mérito Urbanístico.
Por otro lado, tuvo que lidiar con la primera protesta ecológica pública en Porto Alegre que tuvo repercusión nacional; las primeras movilizaciones de la sociedad en defensa del patrimonio histórico, de la continuidad de la memoria urbana y de la preservación de espacios tradicionales de socialización comunitaria centrados en áreas y edificios históricos como en ocasión de la amenaza de demolición del Mercado Público,</ref> y muchas quejas de la población a causa de las obras viarias que se estaban realizando simultáneamente en todas partes que perturbaban el tráfico y causaban diversas pérdidas a las economías privadas, incluyendo disputas sobre el importe pagado por las numerosas expropiaciones necesarias para llevar a cabo las urbanizaciones y las molestias causadas por el traslado obligatorio de muchos residentes a otras zonas.
Este periodo estuvo marcado por un creciente descontento con la situación política de Brasil. La dictadura militar estaba en auge, combatiendo huelgas y diversas protestas locales contra el régimen con bombas de humo y tropas de choque. En la Asamblea Legislativa, muchos diputados estaduales se pronunciaron repetidamente contra la persecución política, los malos tratos e incluso las torturas que recibían los numerosos presos políticos y la represión de las manifestaciones callejeras organizadas por estudiantes y sindicatos. De hecho, dada la censura de la mayoría de las noticias sobre estos acontecimientos, la palabra pública de un diputado era a menudo la única fuente de información para la población en general sobre lo que ocurría en la escena política, y la única fuerza que podía movilizar a las autoridades hacia una explicación o una solución a algún impasse. En cualquier caso, el ambiente social estaba dominado por la tensión y el miedo. Por otro lado, los políticos favorables al régimen militar organizaban actos y conmemoraciones de apoyo, especialmente cada 31 de marzo, aniversario del golpe, alabando lo que consideraban sus logros, como el mantenimiento del orden y la tranquilidad pública.
En este entorno estrictamente controlado, la vida intelectual independiente sobrevivió principalmente en guetos. Tal vez el más importante de ellos fuera la tristemente célebre "Esquina Maldita", en el barrio de Bom Fim, donde confluyen la Avenida Oswaldo Aranha y la rúa Sarmento Leite, junto al campus central de la UFRGS. Según Nicole dos Reis, fue....

"... un lugar donde se discutían cuestiones políticas locales y nacionales entre los intelectuales y artistas de la época. Fue el surgimiento de un espacio de contestación en un barrio, Bom Fim, que es citado... como el principal punto de sociabilidad para los componentes de esta red social".

Juremir Machado da Silva añade, reforzando su importancia, que fue un espacio en el que....

"... se intensificaron las luchas por la emancipación de la mujer, se reforzó el respeto a los homosexuales, se combatió el machismo y se realizaron radicalmente los sueños de relaciones abiertas y libertad sexual. En otras palabras, nos propusimos defender las diferencias. A través de la Esquina Maldita, Porto Alegre se sumergió en la pluralidad cotidiana, avanzó hacia el derecho a la singularidad y profundizó en el escrutinio y el rechazo del conservadurismo moral".

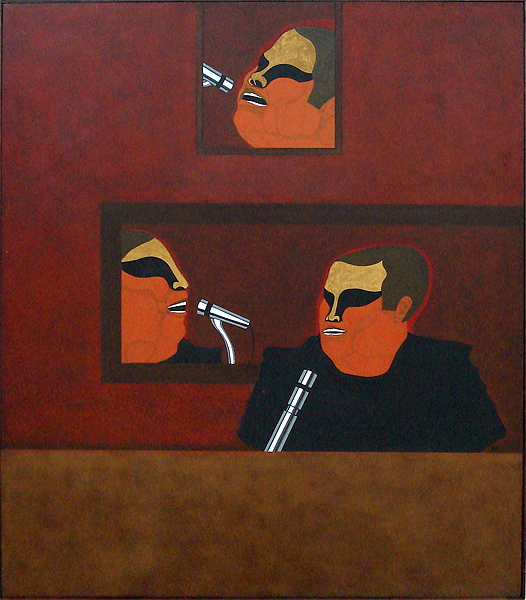
Britto Velho: Pintura nº 2, 1977, colección MARGS. Ejemplo de arte renovado por la influencia del arte pop, la abstracción y el arte conceptual, síntesis que dominó la escena artística de los años 70 y que a menudo expresaba opiniones políticas

En esas décadas también se reavivó la discusión sobre la historia de la ciudad y del estado -una tendencia a la revisión de las historias locales que se hizo visible en otras partes de Brasil-, cuando las universidades, en concreto la PUC-RS y la UFRGS, tomaron la iniciativa en este proceso creando la asignatura de Historia de Río Grande del Sur en los niveles de licenciatura y posgrado en Historia, al tiempo que establecían vínculos con otras instituciones historiográficas con sede en Porto Alegre, como el Instituto Histórico y Geográfico de Río Grande del Sur. El resultado de estas iniciativas fue la proliferación de libros, crónicas y ensayos sobre historia local, biografías de personajes históricos y estudios bibliográficos sobre autores de Río Grande del Sur.
Mientras administradores, políticos, intelectuales y artistas, historiadores y periodistas construían cada uno su propia versión de los hechos en los años sesenta y setenta, el panorama social de la ciudad en esa época no podría haber estado completo sin la existencia de algunos preciosos relatos de miembros de la población de más bajos ingresos, los parias de la historia, para quienes la "civilización" era algo lejano. Una de estas voces solitarias era Zeli Barbosa, nacida en 1941, negra, con estudios primarios, madre de cinco hijos y, en los años sesenta, residente en la parte más pobre de Ilhota. En los años 70, ya viviendo en Restinga en condiciones algo mejores, decidió escribir un relato, en un portugués entrecortado, sobre su difícil experiencia de vida en Ilhota, marcada por los prejuicios raciales, la pobreza, la enfermedad, la violencia, la infravivienda y el subempleo, la falta de atención médica y de infraestructuras urbanas, una situación que para muchos sigue siendo la triste realidad cotidiana. Dijo:

"Sólo ahora, después de muchos años, he tenido ganas de escribir, porque dicen que recordar es vivir, y sólo ahora estoy viviendo de verdad". En aquella época, a cada momento que pasaba, me iba muriendo lentamente... para mí debe ser un lugar recordado con cariño y añoranza, porque fue el lugar donde nació uno de los mejores compositores de serenatas nocturnas, nuestro Lupicínio Rodrigues... y pensando en eso digo, debo pensar en Ilhota con cariño, pero pensando en el horror y con tristeza porque allí pasé los peores momentos de mi vida... (La casa) era pequeñita y no te podías ni mover. Sentarse en el patio era lo último que se te ocurría, por el fétido olor de los pozos ciegos que había en cada casa, o mejor dicho, en cada patio, había tres o cuatro pozos ciegos y más basuras y baños con todo tipo de desperdicios que formaban los peores olores posibles. A menudo ni siquiera se podía dormir o almorzar a causa del hedor.... Y había algo peor: cuando subía el agua con la lluvia, cada patio tenía al menos cuatro o tres patentes con pozos negros, ya que no había cañerías y se desbordaban, dejando todo dentro y mezclándose con el agua, que la mayoría de las veces se metía dentro de las casas... era doloroso ver los destrozos después de que todo hubiera pasado. Luego tuve la ilusión de que todo se arreglaría. Cuando menos lo esperaba, llegaba la lluvia y se acababa, todas mis ilusiones de quedarme en aquel lugar se esfumaban... Yo pensaba que él (el marido) no quería irse por las mujeres de allí, porque no faltaban las mujeres, la cachaça y la samba, y mi marido y yo nos peleábamos como animales... En Ilhota vivían unas prostitutas que me ayudaron mucho cuando mis hijos eran pequeños... cuando salía a trabajar, Mária me decía que podía dejar a los niños con ella, y la verdad es que no tenía con quien dejarlos, así que los dejé con ella... La muerte y el encarcelamiento, era lo más natural, nada más ir allí... vimos tantas cosas espantosas y horribles que nos transmitió ese mal a nuestros espíritus...".

Guilherme Socias Villela sucedió a Thompson Flores en 1975 y permaneció en el poder hasta 1983. Durante su gobierno, la policía de represión llevó a cabo el secuestro de dos activistas políticos uruguayos en la ciudad en 1978, acto captado por dos periodistas, Luiz Cláudio Cunha y João Batista Scalco, de la revista Veja, que acabó teniendo un efecto bombástico en la opinión pública nacional desatando una viva polémica a lo largo de todo un año, que sirvió, como dijo Heinz, como....

"... una prueba de los límites que la sociedad debe imponer a los excesos autoritarios de los órganos represivos y a su encubrimiento... La Comisión Parlamentaria de Investigación, creada el 24 de marzo de 1979 (para estudiar el caso), se convirtió en el epicentro de una de las últimas batallas políticas entre quienes mantenían la herencia político-autoritaria heredada de los tiempos más difíciles de la dictadura y una oposición que ya no se avergonzaba de la multiplicación de versiones inverosímiles y del encubrimiento de expedientes autoritarios."

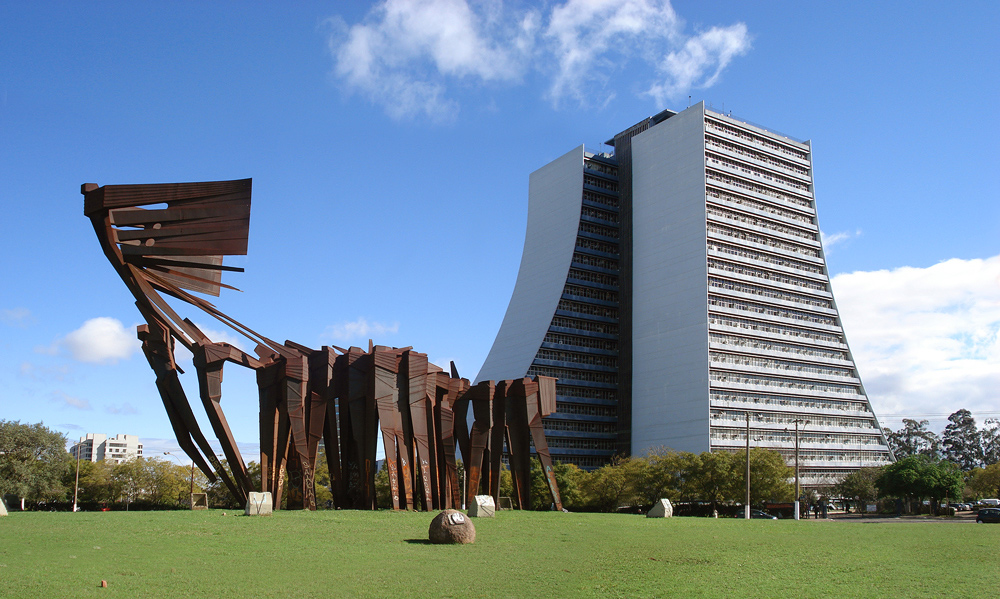
El Centro Administrativo del Estado de Río Grande del Sur, iniciado en 1976, con un grupo escultórico de Carlos Tenius en primer plano, de 1974, que representa la colonización azoriana; ambos forman un conjunto monumental que es hoy una de las postales de la ciudad

Entre muchos debates y protestas, pero esforzándose por mantener un diálogo abierto con la Cámara Municipal, Villela gobernó hasta el final de la dictadura y el inicio de la redemocratización. Por otra parte, además de ejecutar varios proyectos importantes de infraestructuras, introdujo una nueva nota en la administración municipal al hacer hincapié en el medio ambiente y la interacción social. Durante sus dos gobiernos se inauguraron el Parque Marinha do Brasil, el Parque Maurício Sirotski Sobrinho, el Parque Vinte de Maio y el Parque Mascarenhas de Moraes, así como 35 nuevas plazas y ampliaciones del Parque Moinhos de Vento y del Parque Farroupilha, totalizando 1,15 millones de árboles plantados durante sus ocho años de mandato. Creó el Brique da Redenção, el Centro Municipal de Cultura y el primer Departamento Municipal de Medio Ambiente, pionero en Brasil. Fue el autor de la Ley de Impacto Ambiental, que prevé la prevención y el control de la contaminación en el municipio. Durante su mandato se aprobó, en 1979, el nuevo Plan Director, en el que los principios modernistas mantuvieron su vigencia general en un desarrollo de la Carta de Atenas, aunque se introdujeron algunas innovaciones, como la inspiración en el modelo de supermanzanas utilizado en Brasilia y una mayor participación de la comunidad en las decisiones a través de los Consejos Municipales. La fisonomía de la ciudad, sin embargo, se empobreció ya que la calidad general de los nuevos edificios decayó y, salvo raras excepciones como la construcción del Centro Administrativo del Estado, no consiguió ocupar el lugar icónico de tantos valiosos edificios históricos que habían sido destruidos. En cualquier caso, a principios de la década de 1980 la ciudad contaba con más de 1,1 millones de habitantes. Era, sin duda, una metrópolis.

## Historia reciente
El "Plan" de 1979 no fue del todo exitoso en su aplicación. Al establecer nuevos índices de edificabilidad, los cambios dieron lugar a una serie de disputas entre los residentes de las zonas residenciales y entre éstos y el gobierno y los agentes inmobiliarios por la autorización de edificios altos en zonas predominantemente de una planta, rompiendo el tejido residencial de algunos barrios tradicionales con edificios de hasta 20 pisos. La polémica condujo a una nueva reformulación de la legislación en los años ochenta, cuando se comprendió definitivamente que, para favorecer un crecimiento global armónico, sería necesario profundizar en la cuestión urbanística incorporando a la discusión otras áreas de conocimiento que permitieran formular soluciones más dinámicas, realistas y adaptables al perfil cada vez más fluido de la ciudad, y teniendo en cuenta aspectos de memoria colectiva, identidad cultural y convivencia humana. El éxito de las propuestas en este sentido, que se sucedieron a lo largo de los años, incluyendo nuevas revisiones del "Plan Director", ha resultado, sin embargo, muy controvertido, con avances y retrocesos.
Todavía en la década de 1980, la ciudad pasó por un proceso de descentralización debido a varios factores: el despoblamiento de su antiguo distrito industrial formado en el centro de la ciudad junto con una tendencia de disminución de la actividad industrial en la ciudad en favor del crecimiento del sector servicios; la construcción de varios grandes centros comerciales en los barrios, y la reubicación de varios órganos administrativos estatales y municipales fuera del centro. Al mismo tiempo, la zona central comenzó a despoblarse de residentes y tiendas de lujo iniciando un periodo de declive y degradación. La década siguiente tuvo uno de sus principales hitos en la creación del sistema administrativo de presupuestos participativos, iniciado con Olívio Dutra, que llamaba a la sociedad a participar democrática y activamente en la elección de las prioridades de inversión pública. Este sistema de gobierno tuvo continuidad en las administraciones siguientes y sigue vigente siendo constantemente revaluado para adaptarse a las nuevas demandas y llegando a ser visto internacionalmente como un modelo de administración pública. También se han realizado importantes inversiones en educación, sistemas de alcantarillado y recogida de basuras, pavimentación de calles y viviendas populares. Entre las principales obras públicas de los últimos años destacan la duplicación o ampliación de varias avenidas principales, la instalación de varios corredores de autobuses, la extensión del servicio de agua a todos los hogares de la ciudad, la creación de la Tercera Perimetral y la construcción del viaducto de la avenida Carlos Gomes.

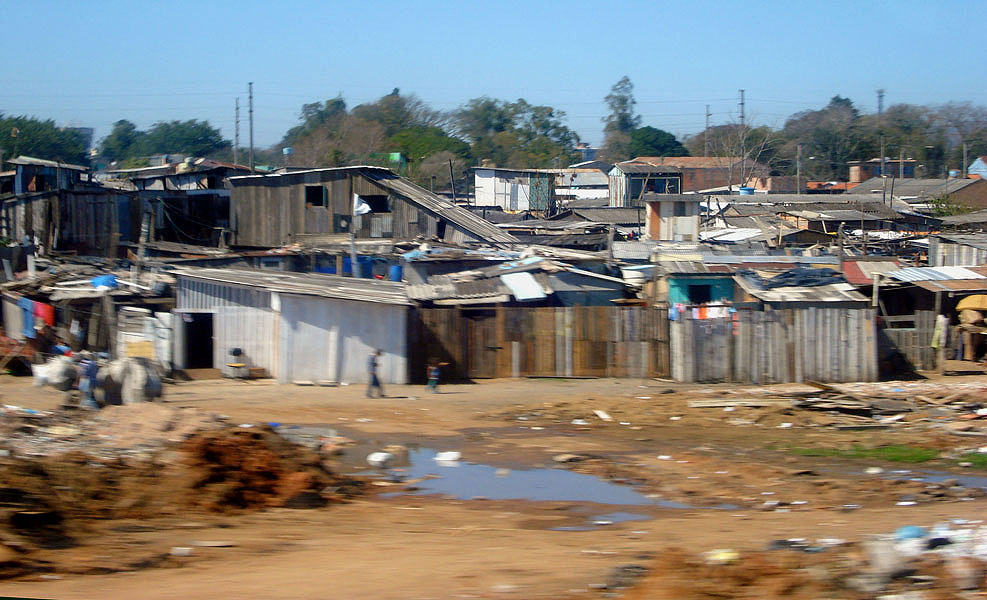
Favelas en la entrada norte de la ciudad

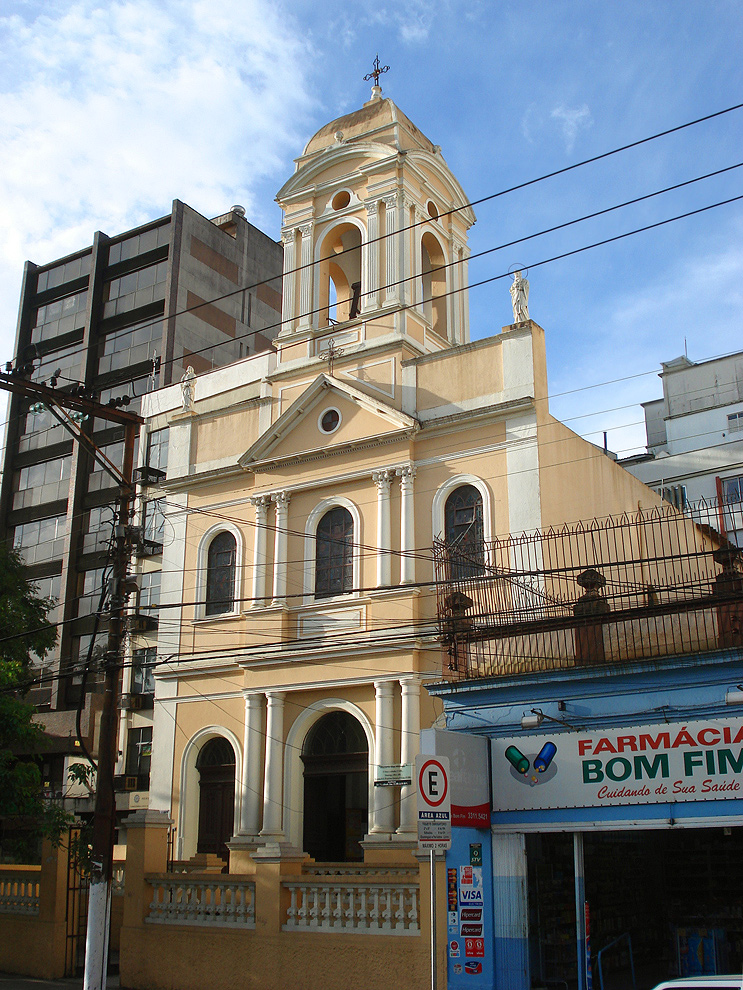
Capilla de Bon fim

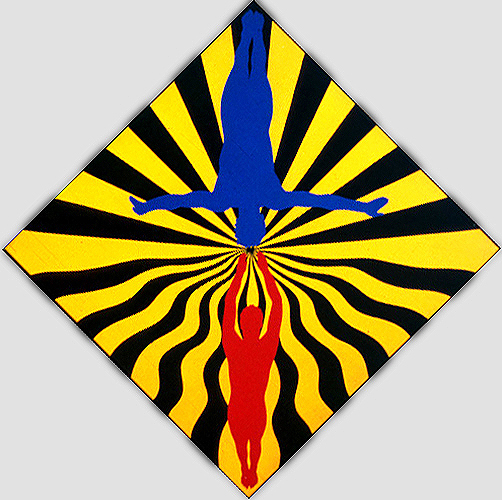
Milton Kurtz: Quasi contacto, 1989, colección MARGS. Un ejemplo de la pintura de Porto Alegre en la década de 1980 cuando reapareció con exuberancia plástica en la escena artística tras el agotamiento del Conceptualismo. La influencia Pop, sin embargo, permanece.

Por otro lado, la ciudad sufrió fuertes presiones en muchos sectores como la seguridad pública, la calidad de vida, la contaminación y la degradación ambiental, la ocupación de la ribera del Guaíba, el equilibrio de las cuentas públicas, el tráfico, la educación básica, la vivienda y el desempleo. Para Margaret Bakos, estos problemas son, en gran medida, un reflejo tardío del modelo administrativo castilhista practicado hasta la década de 1940, período en el que las soluciones, en su opinión, fueron siempre más improvisadas que debidamente planificadas, y en el que los desarrollos superaban siempre la capacidad de financiación del municipio, generando un efecto bola de nieve en el que la deuda pública aumentaba a marchas forzadas y los problemas quedaban siempre sin solución completa, agravándose con el crecimiento rápido y en gran medida descontrolado de la ciudad.  Jacks, Goellner & Capparelli añaden que a pesar de las inversiones, "la ciudad de fin de siglo refleja en sus barrios, sus calles y sus esquinas, las diferencias históricamente impuestas por las acciones hegemónicas, donde las áreas centrales del municipio fueron privilegiadas sobre las de la periferia". Al reflexionar sobre la evolución reciente de la ciudad, Charles Monteiro afirma que "Porto Alegre sigue enfrentándose a los retos que el pasado y el presente le han legado, pero parece haber, más que en cualquier periodo anterior, una mayor concienciación y participación de la sociedad civil en el debate y la búsqueda de alternativas viables para hacer frente a todos estos problemas urbanos."
Mientras que los órganos administrativos a partir de la década de 1980 buscaron reorganizar el tejido urbano sobre bases más objetivas, con la creación en 1981 del Equipo de Patrimonio Histórico y Cultural, poco después vinculado a la Coordinación de Memoria Cultural del Departamento Municipal de Cultura, se inició un proceso de estudio y rescate de bienes culturales de propiedad municipal de especial interés histórico, social y arquitectónico, sistematizando las declaraciones como patrimonio histórico que habían comenzado unos años antes, en 1979. También se reconoció la existencia del Centro Histórico y se propusieron medidas de conservación y desarrollo sostenible, así como de otras áreas ya estabilizadas, como los barrios de la ciudad jardín y las áreas de especial interés cultural.  Los edificios antiguos empezaron a ser más valorados por la población, junto con las zonas verdes. Así se salvaron muchos edificios centenarios que estaban en la lista de demolición y se crearon nuevos parques. El caso de la Capilla do Bonfim fue ejemplar en este sentido. Tras muchos años de abandono y degradación, se quemó en lo que se sospechó que fue un incendio provocado. Se perdieron elementos importantes como el altar mayor tallado y, con el pretexto de estar demasiado arruinada, estuvo a punto de ser demolida pero la sociedad reaccionó y toda la polémica posterior contribuyó a acentuar aún más el valor de la memoria, el arte, la historia y sus testimonios materiales en la conciencia de todos, ciudadanos y poderes públicos. Finalmente, la capilla fue declarada monumento histórico y restaurada en 1983.
Esta apropiación por el pueblo de su patrimonio cultural en la década de 1980 fue una de las expresiones de un movimiento social totalmente nuevo. La popularización de los nuevos medios de comunicación, las nuevas tecnologías, las nuevas formas de entretenimiento y los nuevos hábitos de consumo transformaron las relaciones familiares y la cultura urbana, y la sociedad civil empezaba a recuperar su espacio de representación política y las riendas de su propia vida.  El movimiento por las Diretas Já, que estalló en todo Brasil entre 1983 y 1984 en grandes manifestaciones y amplia cobertura mediática, el 21 de julio de 1983, Día Nacional de la Protesta, paralizó varias ciudades importantes del país, entre ellas Porto Alegre, donde a pesar del gran aparato represivo y de la detención de ocho manifestantes, cerca de 12.000 personas se concentraron frente al Palacio Municipal y luego frente al Palacio Piratini. El 13 de abril de 1984 el movimiento fue mucho mayor con 200.000 personas tomando las calles de la capital para exigir elecciones directas.  La producción artística, que se había mantenido bajo la presión de la censura, se rearticuló de forma muy politizada, exigiendo la normalización de la vida institucional y cultural brasileña. Sandra Pesavento cuenta que, durante este periodo, "en Porto Alegre, surgió el movimiento local “Deu pra Ti Anos 70”, que conmemoraba el final de la década. La generación que había crecido con el AI-5 y los desheredados de los años 60 y 70 clamaba por otro país y otra ciudad en sus sueños."

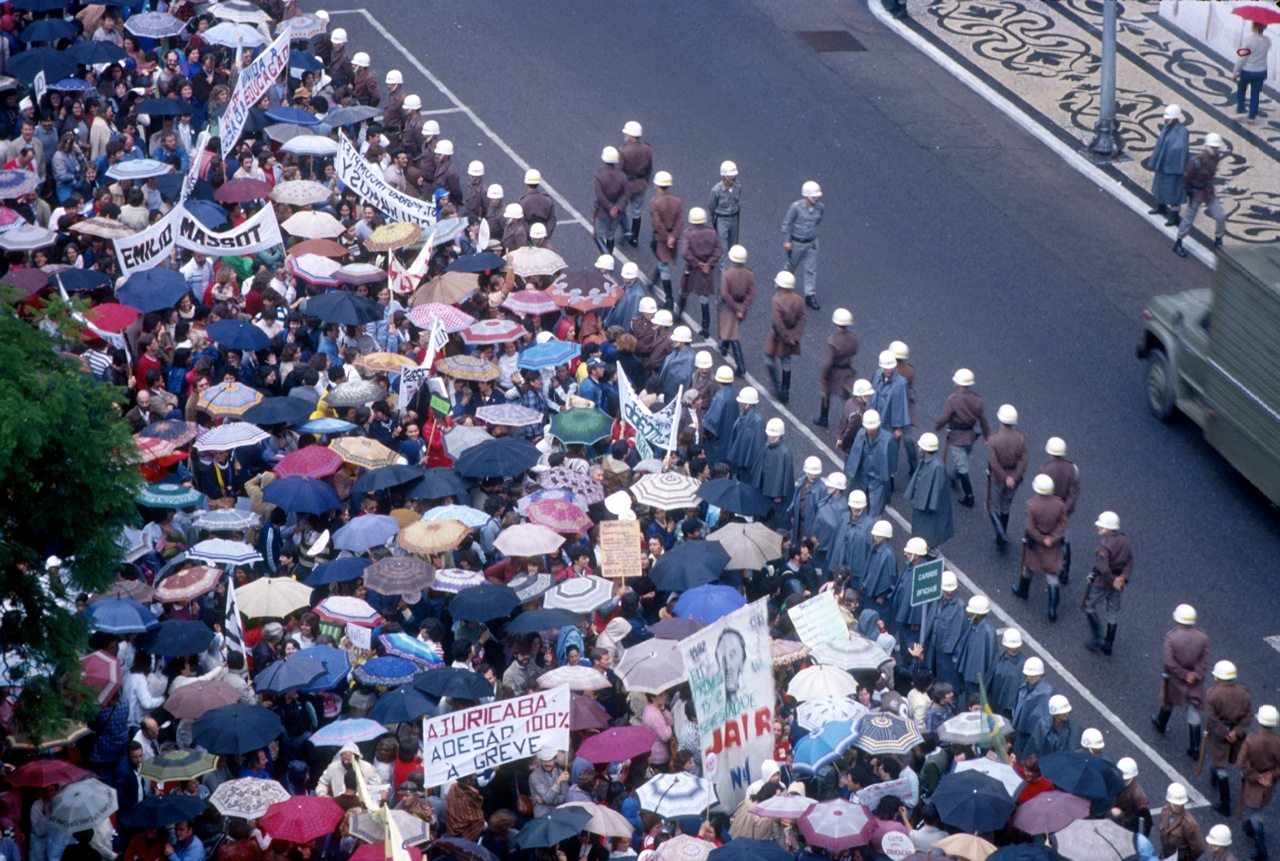
Manifestación de profesores en huelga frente al Palacio Piratini, 1985. Foto de Luis Geraldo Melo

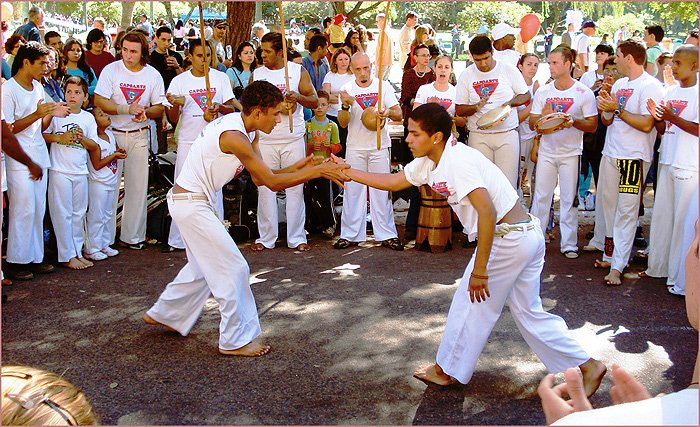
Roda de Capoeira no Brique da Redenção

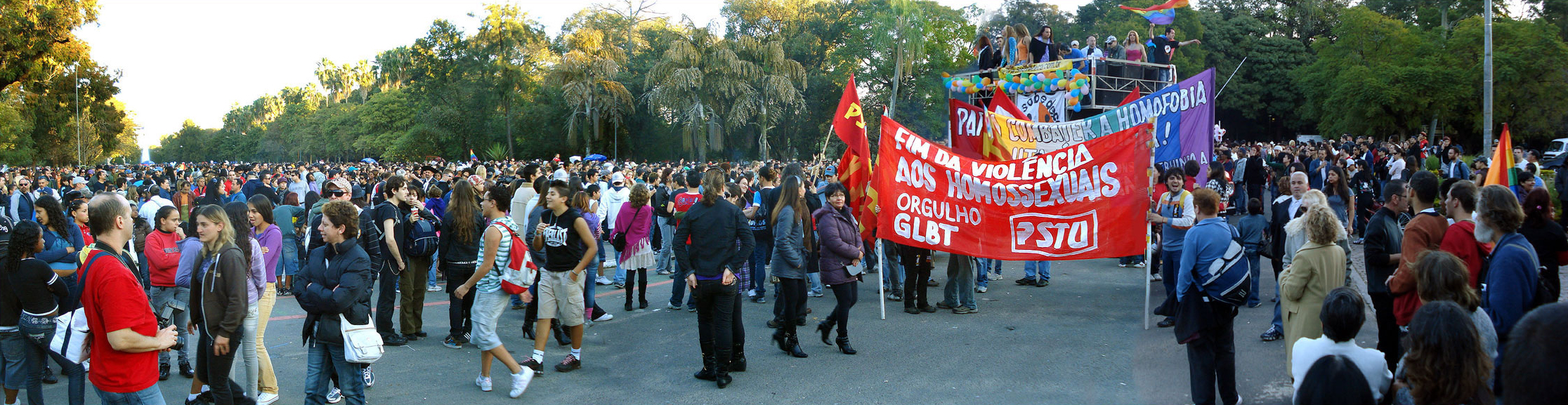
Desfile GLBT Gratuito 2009 en el Parque da Redenção

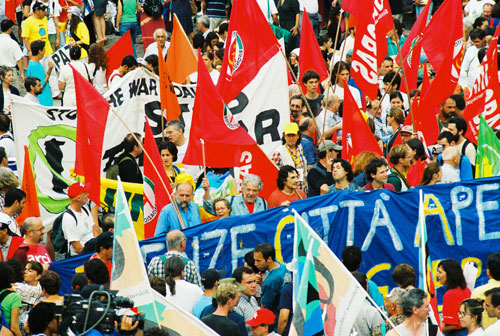
Desfile de apertura del Foro Social Mundial 2003

En este nuevo panorama de la vida urbana de Porto Alegre, uno de los espacios más importantes fue el ya mencionado
Bom Fim y sus bares, como Lola y Ocidente, formando casi una república independiente en el corazón de la ciudad. Allí se reunían los principales líderes de la actividad contestataria de la época, personas de diferentes ideologías, que vivían utopías transformadas en estilos de vida -como punks, rockers, freaks, darks, junto con artistas, filósofos y literatos- que definirían la identidad de toda una generación. Fue el punto de efervescencia de la escena musical underground y pop, con el surgimiento de varios grupos y cantantes que marcaron la música local, como Os Replicantes, Bebeto Alves, Os Cascavelletes, Nei Lisboa, TNT, Graforréia Xilarmônica, Júpiter Maçã, entre otros, y que fueron elogiados por la crítica de Brasil.  Una vez más, Juremir Machado da Silva explica: "Creamos un territorio de combate. Allí vivían los que desafiaban los valores sociales. Pero más que eso, la discusión de un proyecto político para la sociedad estaba a la orden del día".
En el ámbito cultural, las últimas décadas han visto surgir una valiosa nueva generación de artistas plásticos, escritores, músicos y productores de teatro y cine -muchos de ellos con propuestas originales que han recibido reconocimiento en el extranjero- que trabajan junto a los maestros consagrados de la generación anterior. Este amplio, activo y heterogéneo grupo incluye, por ejemplo, a Vera Chaves Barcellos, Luis Fernando Verissimo, Borghettinho, Lya Luft, Jorge Furtado, João Gilberto Noll y Regina Silveira. Las universidades contribuyeron en gran medida a la dinamización de la escena cultural, fomentando la investigación, el desarrollo de la crítica de arte y la formación de muchos nuevos maestros y doctores. Además, se crearon varios centros culturales importantes, como el Santander Cultural, la Casa de Cultura Mario Quintana, la Usina del Gasómetro y la Fundación Iberê Camargo. También están en auge el tradicionalismo gaúcho, la cultura afro y las "artes de la calle", como el graffiti, el Carnaval de Porto Alegre y el hip-hop. Con una infraestructura de decenas de centros culturales, teatros, cines, museos, memoriales y galerías de arte, la ciudad tiene una intensa agenda cultural todos los meses del año, destacando algunos de los mayores eventos culturales de América Latina, como la Bienal de Artes Visuales del Mercosur, el festival de teatro Porto Alegre em Cena y su tradicional Feria del Libro, la más antigua del país y la mayor de su género al aire libre, así como numerosos conciertos de artistas internacionales.
Muchas instituciones culturales, sin embargo, sufren una falta crónica de recursos, especialmente las públicas, lo que va en detrimento de sus servicios y equipamientos. Por otro lado, fiestas populares tradicionales como las celebraciones de la Semana Farroupilha y la Festa de Nossa Senhora de Navegantes siguen atrayendo a grandes multitudes, al igual que los Desfiles Libres LGBT y los domingos soleados en la punta del Gasômetro o a lo largo del Brique da Redenção, que se convierten en grandes momentos de armoniosa convivencia colectiva.  En el deporte, algunos de sus nativos ya alcanzaron fama internacional, como Daiane dos Santos y Ronaldinho.
Otros momentos destacados de su historia reciente fueron la celebración de las tres primeras ediciones del Foro Social Mundial, en 2001, 2002 y 2003; la inclusión en 2002 de su centro histórico en el Programa Monumenta del Ministerio de Cultura-BID, con el apoyo de la UNESCO; la visita del Papa Juan Pablo II en 1980, y, como capital del estado, las repetidas marchas y concentraciones de manifestantes de todo Río Grande del Sur frente al Piratini para exigir acciones al gobierno del estado, como los maestros y otros funcionarios públicos, los sin tierra y los productores rurales. También cabe destacar el fortalecimiento del movimiento negro, uno de cuyos hitos fue la creación del Museo de Historia Negra de Porto Alegre, y el surgimiento de varios quilombos urbanos.
Porto Alegre tiene actualmente la mayor región metropolitana del sur del país y es la cuarta más poblada de Brasil, con 4 258 926 habitantes, y la tercera más rica.  Ha recibido numerosas distinciones, entre ellas: es la Metrópolis nº 1 en calidad de vida en Brasil; recibió el premio Ciudad Educadora en España; es referencia nacional en recogida selectiva de basuras con un 100% de recogida; fue la primera ciudad brasileña en implantar los Consejos Tutelares y el Estatuto del Niño y del Adolescente; fue elegida por la ONU, junto con otras tres de América Latina, para participar en una experiencia piloto de Cooperación Intermunicipal; es sede del Foro Internacional de Software Libre; y fue la única ciudad fuera de Estados Unidos invitada a participar en el Green Forum 2007, en Miami. Ocupa el octavo lugar entre las ciudades brasileñas más visitadas por turistas extranjeros, y es una ciudad clave en la dinámica del MERCOSUR. En 2009, cerca de 1,4 millones de personas vivían en la capital de Río Grande del Sur, lo que la convertía en la undécima ciudad más poblada de Brasil..